# Carme Chacón
Vous lisez un « article de qualité » labellisé en 2020.
Pour les articles homonymes, voir Chacón.
Chacón  Piqueras est un nom espagnol. Le premier nom de famille, en général paternel, est Chacón ; le second, en général maternel, souvent omis, est Piqueras.
Carme María Chacón Piqueras (prononcé en catalan : /ˈkaɾmə məˈɾia t͡ʃaˈkom piˈkɛɾəs, prononcé en espagnol : [ˈkaɾme maˈɾia t͡ʃaˈkom piˈkeɾas]) est une femme d'État espagnole membre du Parti des socialistes de Catalogne (PSC), née le 13 mars 1971 à Esplugues de Llobregat et morte le 9 avril 2017 à Madrid.
Elle naît en Baix Llobregat, dans la « banlieue rouge » de Barcelone. Elle obtient sa licence en droit et devient professeure de droit constitutionnel à l'université de Gérone en 1994. Elle passe son doctorat dans ce domaine deux ans plus tard. Elle participe ensuite à plusieurs missions d'observation électorale de l'OSCE dans les Balkans.
Membre des Jeunesses socialistes de Catalogne à partir de 1987, elle adhère au PSC sept ans plus tard. Elle est élue conseillère municipale de sa ville natale en 1999, où elle est nommée première adjointe au maire. En 2000, elle remporte un siège de députée dans la province de Barcelone.
Elle participe ensuite au collectif social-libéral Nueva Vía, qui soutient et permet l'élection de José Luis Rodríguez Zapatero au secrétariat général du Parti socialiste ouvrier espagnol (PSOE). Elle devient alors secrétaire à l'Éducation du PSOE et secrétaire à la Justice du PSC. Comme responsable des questions éducatives, elle porte l'opposition frontale des socialistes aux réformes de l'enseignement primaire, secondaire et supérieur promu par la ministre de l'Éducation Pilar del Castillo.
Après les élections de 2004, elle est élue première vice-présidente du Congrès des députés. Elle est nommée ministre du Logement en juillet 2007, dans l'objectif de mobiliser la jeunesse et les Catalans pour les élections générales à venir. Elle présente deux mois plus tard un plan, inspiré de celui mis en place en 2004 par sa prédécesseure, pour aider les jeunes à devenir locataires, puis instaure des tribunaux spécifiques pour traiter des expulsions locatives. Cette dernière mesure lui sera reprochée pendant la crise des années 2010.
Pour les élections générales de mars 2008, elle est tête de liste à Barcelone et chef de file du PSC. Avec 46 % des voix et 25 députés, le parti catalan réalise son meilleur résultat depuis 1982. Elle change de portefeuille le mois suivant et devient ainsi la première femme à occuper le poste de ministre de la Défense. Elle gère la participation espagnole à la guerre d'Afghanistan et à la lutte contre la piraterie en Somalie, le retrait du Kosovo, et la réforme du statut des militaires.
De plus en plus populaire dans l'opinion, elle prépare au début de l'année 2011 sa candidature aux primaires socialistes en prévision des prochaines élections générales. Soumise aux pressions de l'appareil, elle renonce à postuler et apporte son soutien à l'autre favori, Alfredo Pérez Rubalcaba. À la suite de la déroute électorale du PSOE, elle se présente au congrès de février 2012 mais s'incline face à Rubalcaba.
Elle continue de siéger au Congrès jusqu'en juillet 2013, puis elle se met en retrait de la vie politique en prenant un poste d'enseignante universitaire aux États-Unis. Elle accepte en juillet 2014 d'intégrer la direction du PSOE, sous l'autorité du nouveau secrétaire général Pedro Sánchez, puis d'être tête de liste du PSC aux élections de décembre 2015.
L'impossibilité de former un gouvernement conduit à la tenue d'un nouveau scrutin en juin 2016, auquel elle renonce à se présenter, puis elle apporte son soutien à Susana Díaz, concurrente de Sánchez, dans la perspective des primaires socialistes de 2017. Elle meurt en avril 2017 des conséquences d'une malformation cardiaque qui aurait dû la tenir éloignée de la vie politique. Son décès à l'âge de 46 ans bouleverse la classe politique espagnole.

## Enfance et jeunesse

### Origines familiales

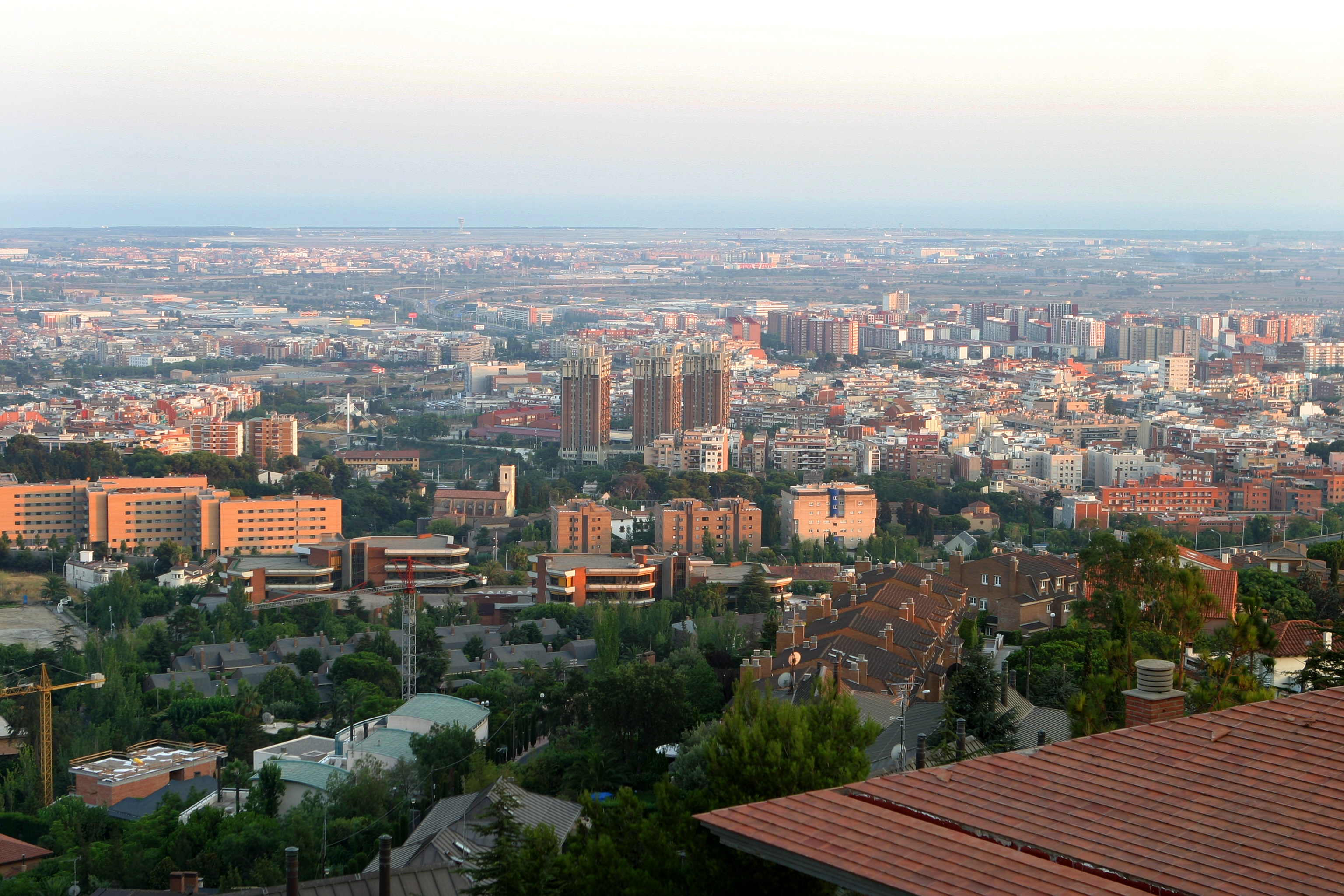
Chacón naît en 1971 à Esplugues de Llobregat, dans la banlieue rouge de Barcelone.

Carme María Chacón Piqueras naît le 13 mars 1971 à l'hôpital Saint Jean de Dieu d'Esplugues de Llobregat, une ville moyenne du Baix Llobregat, dans la « banlieue rouge » de Barcelone. Son père, Baltasar Chacón, est un pompier originaire d'Olula del Río, dans la province d'Almería ; et sa mère, Esther Piqueras, est une avocate catalane. Elle a une sœur cadette, Mireia. Son grand-père maternel, Francisco Piqueras Cisuelo, est un anarchiste de la Confédération nationale du travail né à Alcubierre, dans la province de Huesca, et ayant combattu pendant la guerre civile espagnole,,,,.
Au moment de sa venue au monde, ses parents résident dans le quartier d'El Gall, à Esplugues. Ils emménagent en 1972 à L'Hospitalet de Llobregat afin de devenir propriétaires. La naissance de sa sœur quatre ans plus tard conduit la famille à s'installer dans un logement plus spacieux à Barcelone, dans le quartier de Les Corts. Par la suite, la famille Chacón Piqueras change une dernière fois de domicile et se réinstalle à Esplugues, dans un logement qu'elle a acquis en 1987.
Une malformation cardiaque congénitale lui est diagnostiquée à l'âge de dix ans.

### Formation et vie professionnelle
Carme Chacón effectue ses études secondaires dans un collège privé de Barcelone tenu par des moniales, La Divina Pastora. Elle développe à cette période une fascination pour la poésie, notamment celle du groupe de la Génération de 27 comme Pedro Salinas, et rédige des vers qui lui vaudront quelques prix scolaires. Également joueuse de basket-ball, elle gagne plusieurs championnats locaux avec l'équipe de son collège.

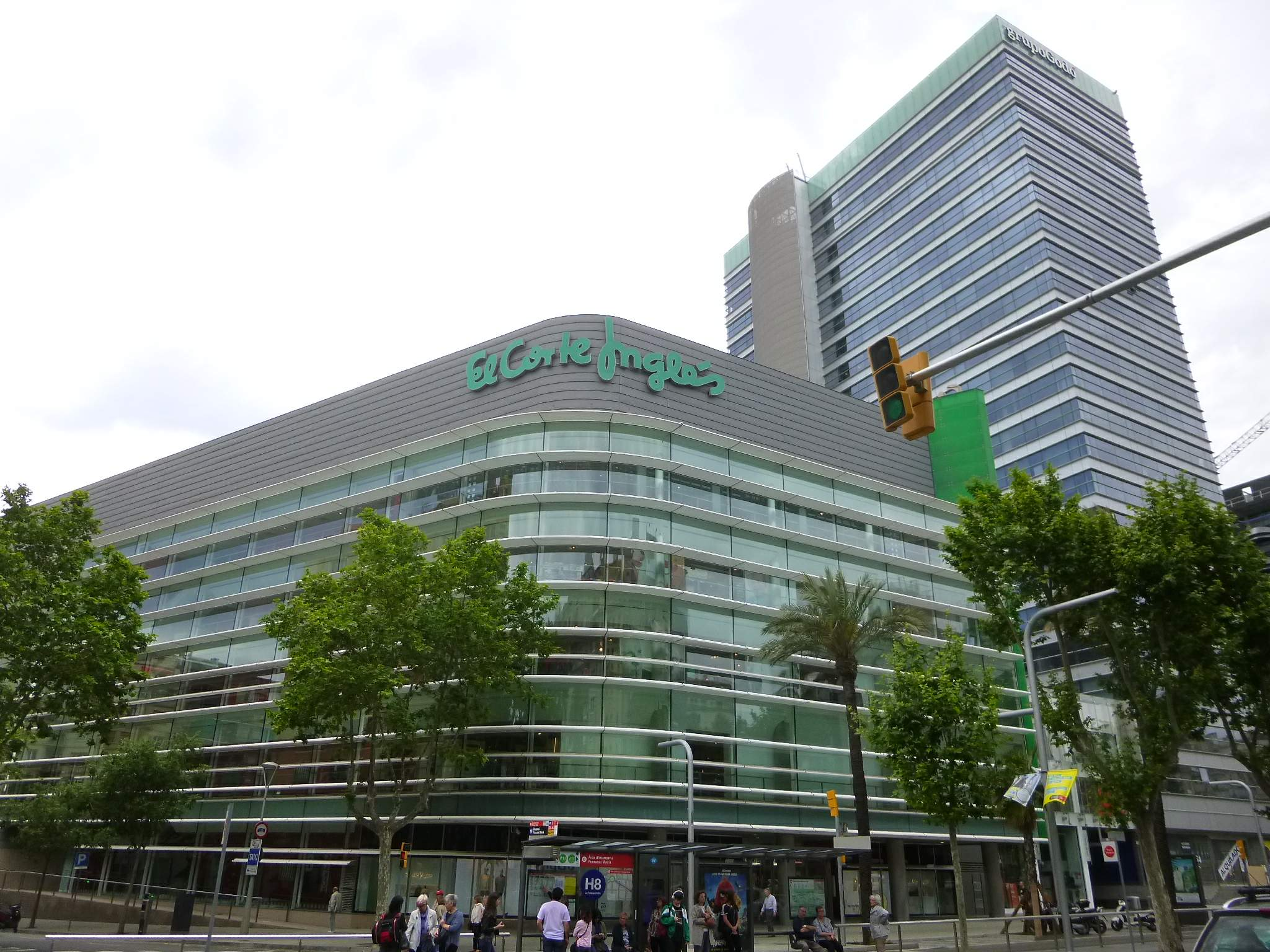
Chacón est vendeuse à El Corte Inglés à Barcelone pour payer ses études.

Elle entre en 1989 à l'université de Barcelone pour étudier le droit. Afin de financer ses études, elle travaille l'été comme vendeuse au magasin d'El Corte Inglés de l'avenue Diagonale. Elle accomplit la quatrième année de son cursus à l'université de Manchester, où elle souffre d'une rupture du tendon d'Achille qui l'éloigne définitivement du basket. En 1994, elle obtient sa licence et devient professeure de droit constitutionnel à l'université de Gérone,,,.
Elle entreprend ensuite un doctorat en droit de l'université autonome de Barcelone (UAB), qu'elle achève en 1996 en soutenant une thèse sur « Le fédéralisme à travers la Charte canadienne des droits et libertés de 1982 ». Elle est reçue « cum laude ». Elle effectue par la suite plusieurs cycles postgrades, à l’Osgoode Hall Law School de Toronto, à l'université Kingston de Londres, à l'université Laval de Québec et à l'université de Montréal.
Elle participe en 1996 à une mission d'observation électorale de l'Organisation pour la sécurité et la coopération en Europe (OSCE) en Bosnie-Herzégovine, puis renouvelle l'expérience en Albanie l'année suivante.

## Débuts en politique

### Premiers mandats

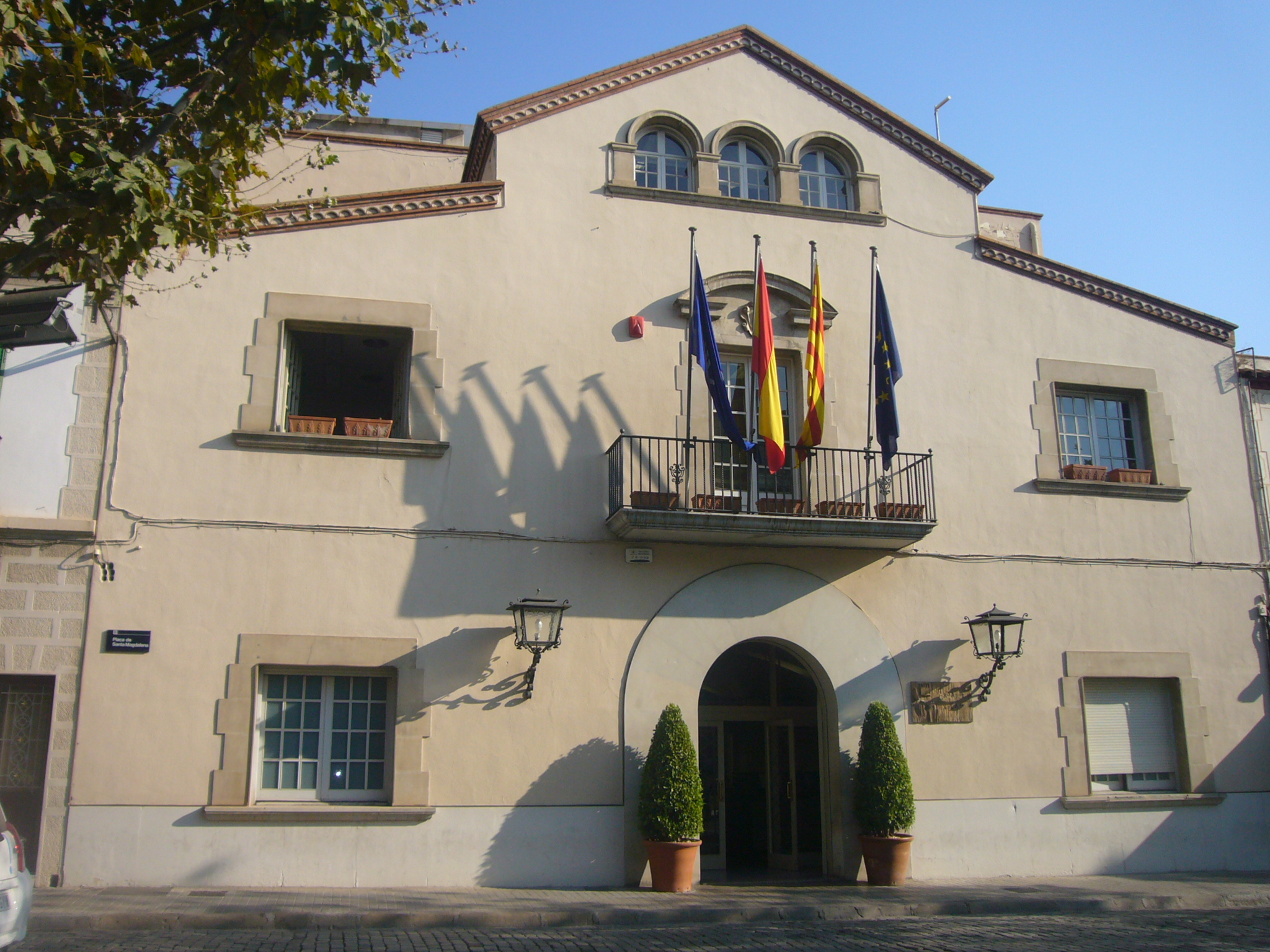
C'est à la mairie d'Esplugues de Llobregat que Chacón obtient à 28 ans son premier mandat.

Carme Chacón adhère en 1987 à la Jeunesse socialiste de Catalogne (JSC), puis rejoint le Parti des socialistes de Catalogne (PSC) sept ans plus tard.
Lors des élections municipales du 13 juin 1999, elle est candidate au conseil municipal de sa ville natale d'Esplugues de Llobregat, occupant la 2e position sur la liste du maire socialiste sortant Lorenzo Palacín. Elle est ensuite nommée première adjointe au maire, déléguée aux Services économiques, aux Ressources humaines et à la Sécurité publique. Elle se présente peu après aux élections parlementaires catalanes du 17 octobre, à la 46e place de la candidature socialiste dans la province de Barcelone, mais seuls les 36 premiers sont élus.
À peine trois mois plus tard, le 22 janvier 2000, elle est investie par le PSC en 10e position sur sa liste dans la circonscription de Barcelone pour les élections législatives du 12 mars sur recommandation du maire de Cornellà de Llobregat José Montilla,. Élue à 29 ans au Congrès des députés, elle y devient porte-parole adjointe du groupe socialiste à la commission constitutionnelle et membre de la commission de la Justice et de l'Intérieur.

### Ascension

#### Soutien de Zapatero

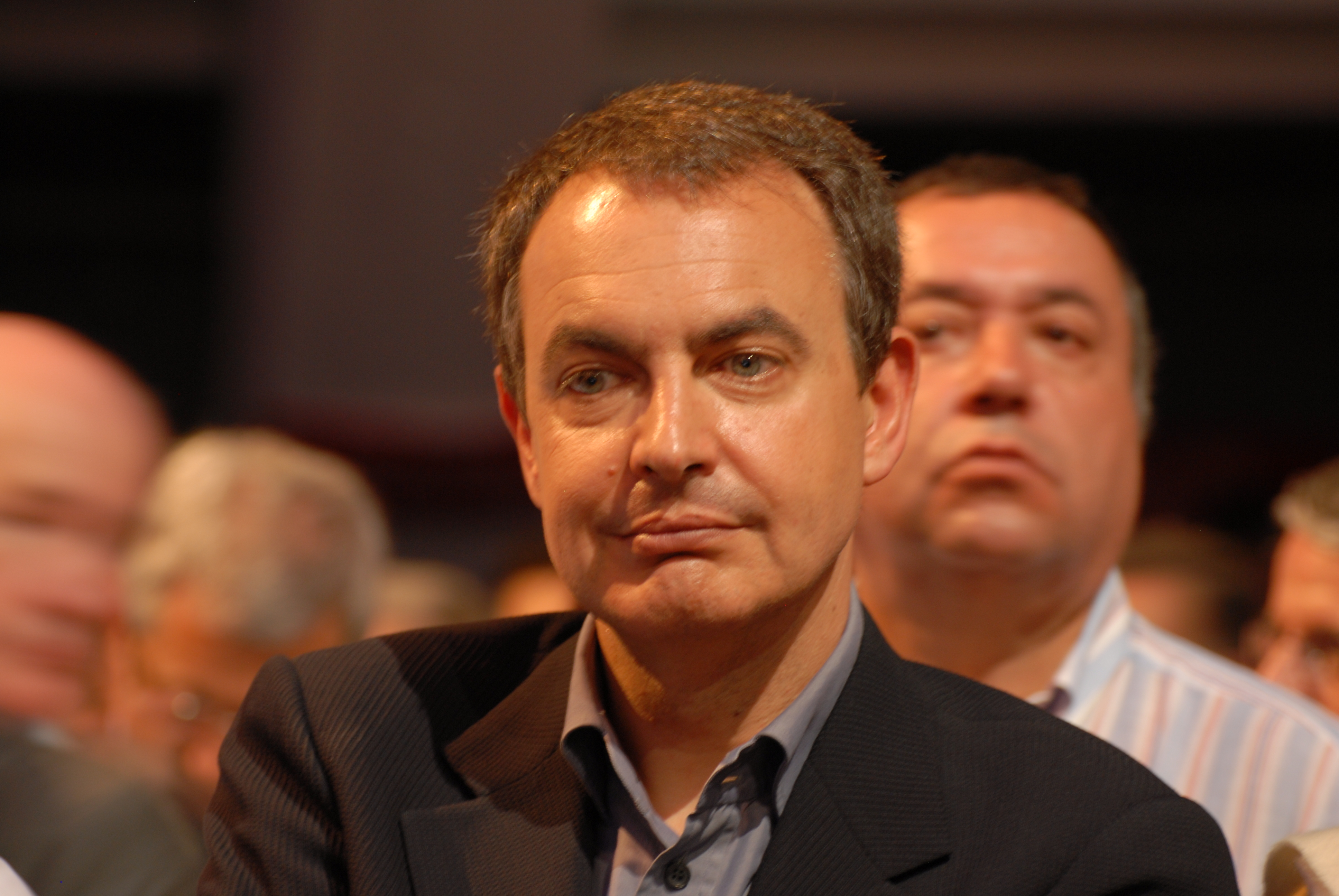
Au congrès socialiste de 2000, elle soutient l'élection de José Luis Rodríguez Zapatero.

La déroute socialiste pousse le secrétaire général Joaquín Almunia à la démission et la convocation du XXXVe congrès fédéral du PSOE en juillet suivant. Carme Chacón participe alors au groupe social-libéral Nueva Vía (en français : Nouvelle Voie), formé par plusieurs jeunes cadres autour du député de León José Luis Rodríguez Zapatero,. Comme Zapatero est peu connu des socialistes catalans, elle se charge de le présenter à la direction du PSC.
Elle entre à la commission exécutive du Parti des socialistes de Catalogne le 18 juin, au poste de secrétaire à la Justice, puis elle devient secrétaire à l'Éducation, à la Culture, à la Recherche et à l'Enseignement supérieur de la commission exécutive fédérale du PSOE (CEF) le mois suivant,. Au retour de l'été, elle intègre la commission parlementaire de l'Éducation puis la députation permanente du Congrès, et quitte les commissions constitutionnelle et de la Justice.

#### Secrétaire à l'Éducation du PSOE
Carme Chacón participe le 26 octobre 2000 à une réunion avec la ministre de l'Éducation et de la Culture Pilar del Castillo afin de négocier la réforme de l'enseignement secondaire et son financement. Elle dit notamment son inquiétude quant au cadre juridique de la réforme envisagée, en raison du risque d'empiéter sur les compétences des communautés autonomes, les deux partis étant d'accord sur le contenu de la réforme des lettres, notamment les programmes d'histoire. Lorsque la ministre présente le contenu précis de la réforme trois semaines plus tard, que soutiennent aussi bien les socialistes que les nationalistes catalans, la députée de Barcelone exprime publiquement ses doutes sur l'aspect financier de la réforme, soulignant l'incertitude du cadre budgétaire que le gouvernement est prêt à établir.
Le 19 avril 2001, après que Castillo a présenté l'avant-projet de loi organique relatif à l'enseignement supérieur (LOU) qui prévoit la disparition de la selectividad, Chacón dénonce que l'intention de l'exécutif « est de la remplacer par un examen de fin d'études et un examen d'entrée à l'université ». Elle estime d'ailleurs que l'organisation par chaque établissement d'enseignement supérieur de son examen d'accès « augmentera l'inégalité des chances, puisqu'en cas d'échec un élève devra changer de communauté autonome, ce que seuls les plus favorisés peuvent se permettre ». Au cours des échanges parlementaires précédant, le 31 octobre, l'adoption de la LOU, la secrétaire à l'Éducation du PSOE juge qu'il « est barbare de réformer l'enseignement supérieur en dehors des amphitéâtres, en tournant le dos à ceux qui doivent mettre en œuvre cette nouvelle norme : les communautés autonomes et les universités ». Pour elle, le soutien de Convergence et Union (CiU) au texte « est le résultat de [leur] faiblesse politique en Catalogne, et n'est nullement lié à une question en lien avec l'université ». Le 13 mars 2002, elle révèle que huit partis d'opposition se sont fédérés pour intenter un recours en inconstitutionnalité contre la loi, mais le Parti nationaliste basque préfère s'opposer depuis le gouvernement autonome du Pays basque plutôt que s'associer à la saisine imaginée par le Parti socialiste, Izquierda Unida (IU) et les petits partis nationalistes.
Elle se montre très critique envers l'avant-projet de loi organique relatif à la qualité de l'enseignement (LOCE), présenté le 11 mars 2002 par Castillo. Elle dénonce un texte qui favorise la « ségrégation » des élèves, qui ne finance pas la réforme scolaire qu'il organise, qui « relègue » l'éducation musicale, les arts plastiques, et qui « restreint » la participation démocratique dans les écoles. Au cours du débat final précédant l'adoption définitive de la LOCE le 19 décembre suivant, elle reproche à la ministre que « son humeur a laissé une trace de confrontation et de blessure » dans le secteur de l'enseignement. Elle s'engage à ce que les socialistes « récupèrent le consensus », estimant que cette réforme « est une obscénité et une provocation insolite envers l'école publique », comprenant uniquement « des droits et privilèges pour l'enseignement privé ». Chacón refuse cependant de demander la démission de Castillo, puisque « connaissant le président du gouvernement, si [elle fait] cette demande, il est possible qu'il vous maintienne en fonction ».

## Première vice-présidente du Congrès des députés

### Numéro deux du PSC aux élections générales
Carme Chacón est réélue en mai 2003 conseillère municipale d'Esplugues de Llobregat, mais n'exerce plus aucune responsabilité. Le 9 juin suivant, Zapatero forme son comité électoral pour les élections générales du 14 mars 2004 et choisit Carme Chacón comme porte-parole. Elle est désignée trois mois plus tard porte-parole du Parti socialiste par la CEF, un poste jusqu'ici inexistant puisque les rapports avec les médias étaient assurés par Zapatero ou le secrétaire à l'Organisation José Blanco.
Alors que plusieurs figures du PSC — comme Josep Borrell et Narcís Serra — renoncent à se présenter, elle est pressentie au début du mois de janvier 2004 comme « numéro deux » de la liste socialiste pour Barcelone, juste derrière le premier secrétaire du parti José Montilla, une rumeur confirmée trois semaines plus tard lors de la ratification des listes par le conseil national,. José Montilla avait d'ailleurs envisagé au début de l'année 2003 de lui confier la tête de liste aux élections générales au cas où il ne s'y présenterait pas lui-même, combinant de nombreux éléments-clés pour le PSC: être une femme, jeune, avec un poids politique certain et proche de Zapatero et Montilla.
Les socialistes ayant remporté le scrutin, son nom est évoqué pour occuper le poste de ministre de l'Éducation avec Gregorio Peces-Barba, Mercedes Cabrera et la philosophe Amelia Valcárcel. Elle est également citée pour le ministère de la Culture, aux côtés notamment de Carmen Calvo, Joaquín Leguina, Carmen Alborch ou Cabrera. Toutefois, le parti la choisit finalement comme future première vice-présidente du Congrès des députés,.

### Exercice de la vice-présidence

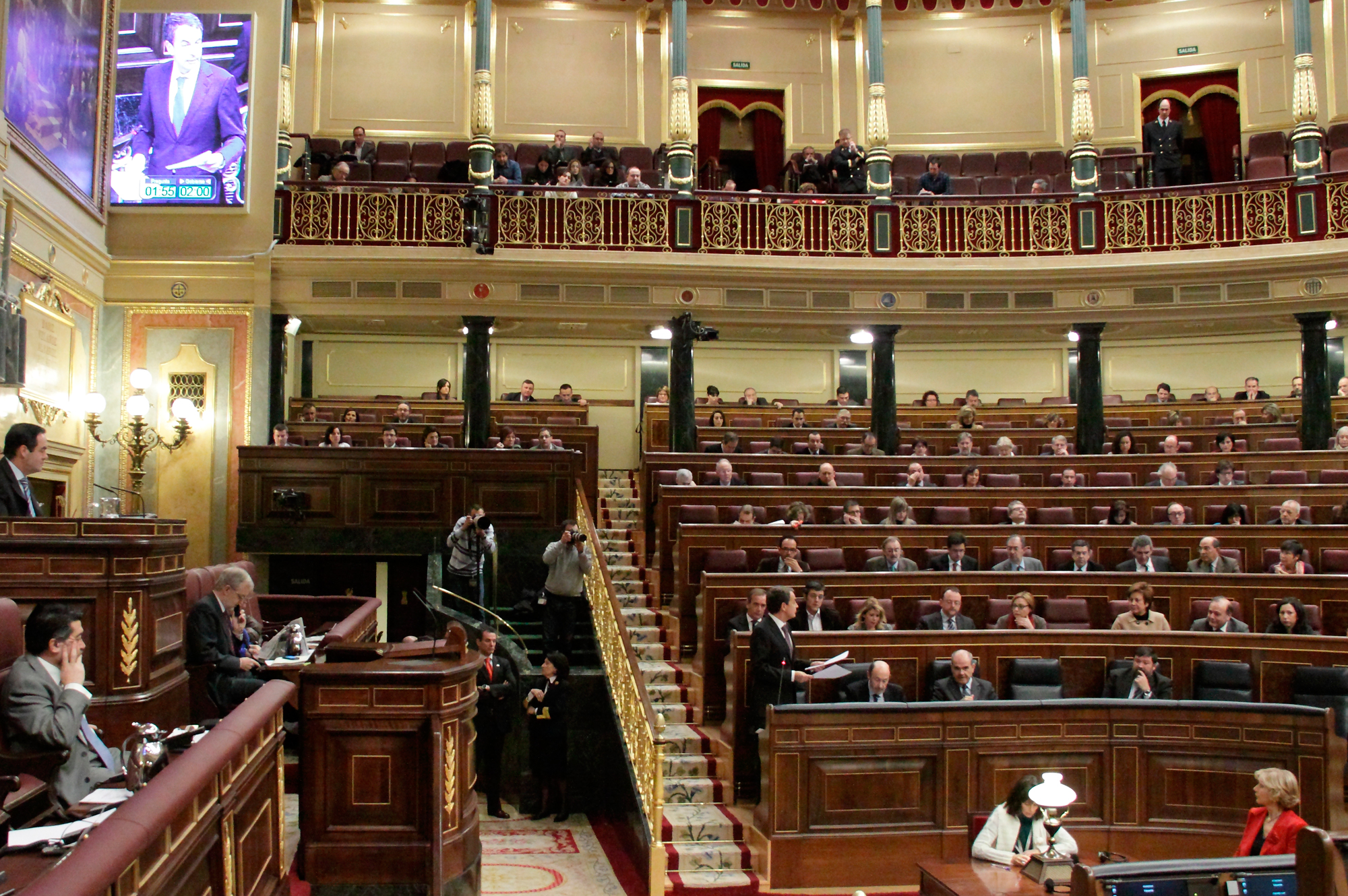
Carme Chacón est élue première vice-présidente du Congrès par 125 voix en 2004, à l'âge de 33 ans.

Au cours de la session constitutive de la VIIIe législature le 2 avril 2004, Carme Chacón est effectivement élue à cette fonction avec 125 voix favorables, sous la présidence du socialiste Manuel Marín.
Lors de la séance du 23 juin, elle permet au député de la Gauche républicaine de Catalogne (ERC) Jordi Ramon d'interroger le ministre de l'Industrie José Montilla en catalan — ce que le règlement du Congrès ne permet pas — en ne l'interrompant pas comme l'avait fait Manuel Marín avec Joan Tardà trois semaines auparavant, mais rappelle à Montilla qu'il n'est pas contraint de répondre étant donné la langue utilisée. Ce dernier choisit de répondre en utilisant l'espagnol,. Elle réitère le 15 septembre, lors de la question de Francesc Canet (ca) au ministre des Administrations publiques Jordi Sevilla, à qui elle fait également savoir qu'il n'a donc pas l'obligation de répondre, ce que celui-ci fait tout de même, là encore en castillan.
À l'issue du XXXVIe congrès du Parti socialiste le 4 juillet suivant, elle est confirmée au sein de la commission exécutive en tant que secrétaire à la Culture, les questions éducatives relevant désormais d'Eva Almunia. Trois semaines plus tard, elle conserve une place, sans responsabilité, au sein de la commission exécutive du PSC, en qualité de membre de droit puisqu'elle siège à la direction du PSOE. Lors du remaniement gouvernemental d'avril 2006, elle est pressentie pour devenir ministre de la Justice mais n'entre finalement pas au gouvernement.
À cette même période, elle réalise son unique intervention à la tribune du Congrès au cours de ce mandat : le 4 avril, elle défend la proposition non-législative (PNL) du groupe socialiste appelant le gouvernement à créer un prix national de la bande dessinée. Le texte, qui n'a pas de valeur contraignante, est adopté à l'unanimité des 295 parlementaires présents,.
Outre son rôle institutionnel, elle exerce des missions politiques d'importance : avec Montilla, devenu ministre de l'Industrie, elle opère régulièrement une médiation entre le gouvernement catalan, dirigé par le socialiste Pasqual Maragall, et l'exécutif espagnol. De même, aux côtés du porte-parole parlementaire Alfredo Pérez Rubalcaba, elle négocie chaque semaine le soutien des partis catalans, de gauche de préférence mais également de centre-droit, pour assurer une majorité à Zapatero.
Lors des élections municipales du 27 mai 2007, elle se représente à Esplugues de Llobregat, occupant la 20e place sur une liste de 21 noms, la dernière position revenant à l'ancien maire Lorenzo Palacín. Le PSC remporte 12 sièges, confirmant sa majorité absolue tandis que Chacón quitte l'institution après huit ans de mandat.

## Ministre du Logement

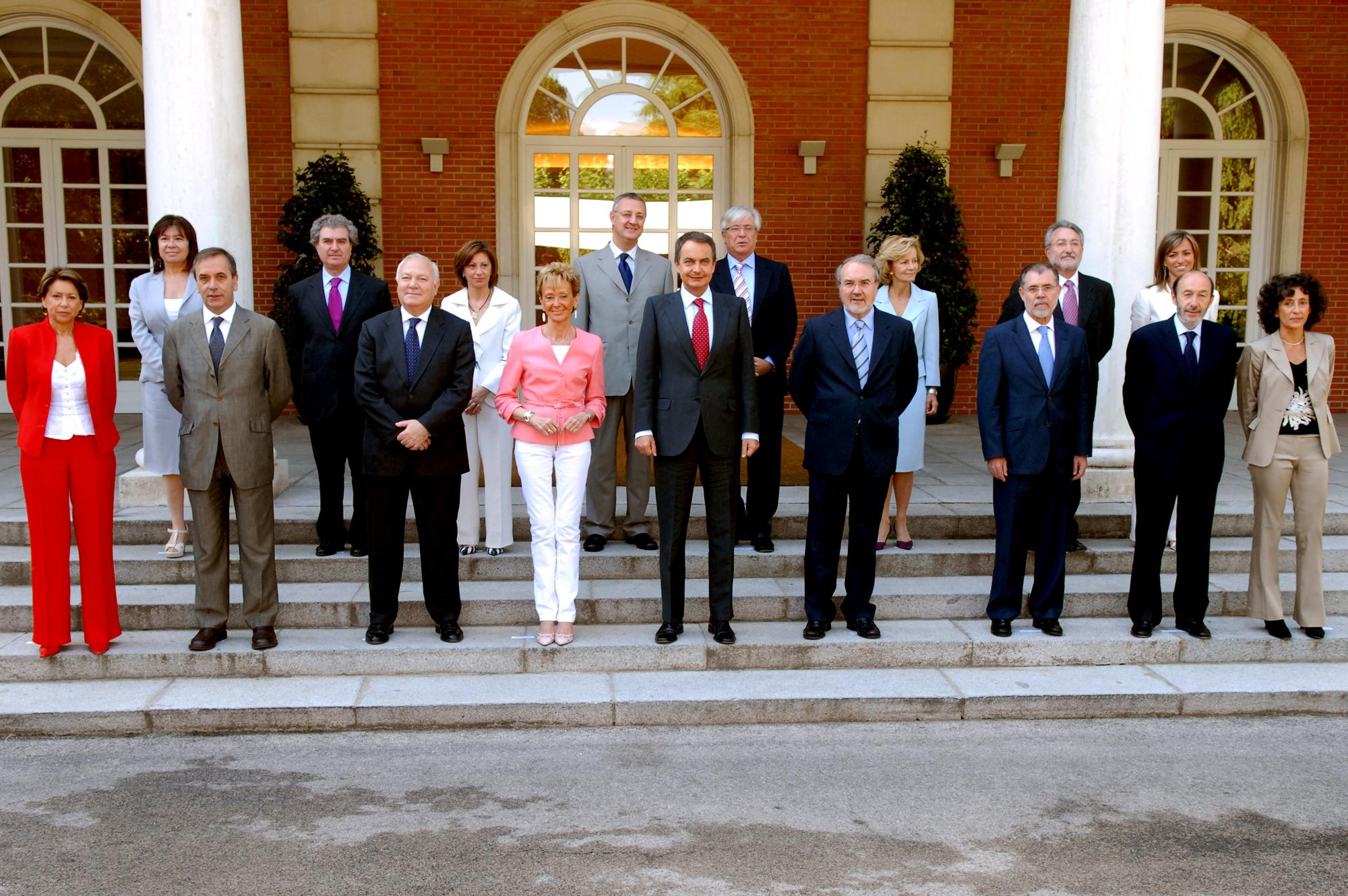
Elle entre le 9 juillet 2007 au gouvernement comme ministre du Logement, où elle promeut une aide publique à la location pour les jeunes.

José Luis Rodríguez Zapatero annonce de manière inattendue le 6 juillet suivant un remaniement de son premier gouvernement, qui affecte quatre ministères. À l'âge de 36 ans, Carme Chacón devient ainsi ministre du Logement. Le décret de nomination paraît le 9 juillet, et elle est assermentée le même jour au palais de la Zarzuela, devant le roi Juan Carlos Ier, José Luis Rodríguez Zapatero et le ministre de la Justice Mariano Fernández Bermejo, présent en sa qualité de grand notaire du Royaume. Elle participe une heure plus tard à la passation des pouvoirs avec sa prédécesseure María Antonia Trujillo, une cérémonie présidée par la première vice-présidente María Teresa Fernández de la Vega.

### Désignation stratégique
Si le président du gouvernement qualifie sa nouvelle ministre d'« une des valeurs montantes les plus importantes dont dispose le projet socialiste », la nomination de Carme Chacón répond à plusieurs objectifs, à savoir accroître la participation des Catalans au gouvernement dans la perspective d'une indispensable et forte mobilisation électorale lors des prochaines élections générales, prévues en mars 2008 ; et consolider le lien avec les jeunes en confiant à une trentenaire un département ministériel chargé d'un sujet au centre des préoccupations de la jeunesse espagnole. Elle rejoint un noyau dur de ministres, constitué d'Alfredo Pérez Rubalcaba, Mariano Fernández Bermejo, José Antonio Alonso, Cristina Narbona et Elena Salgado, chargé de porter l'ensemble de la politique gouvernementale auprès de la population et non leurs seuls travaux,.
Débarquée lors de ce remaniement de l'exécutif, l'ancienne ministre de la Culture Carmen Calvo est choisie par le PSOE pour prendre la suite de Chacón comme première vice-présidente du Congrès des députés.

### Aide publique à la location

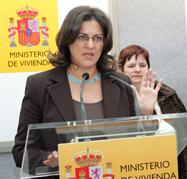
Le plan pour le logement de Chacón est directement inspiré de celui de sa prédécesseure María Antonia Trujillo, contrairement à ses affirmations initiales.

Carme Chacón annonce le 18 septembre suivant l'instauration du « revenu de base pour l'émancipation » au 1er janvier 2008, une aide publique de 210 euros par mois pour les jeunes salariés âgés de 22 à 30 ans dont le revenu annuel brut ne dépasse pas 22 000 euros, pour les aider à louer leur logement. Ils recevront en outre un prêt de 600 euros pour le paiement de leur caution. Elle indique par ailleurs que tous les locataires dont le revenu brut annuel est inférieur à 28 000 euros pourront déduire de leur impôt sur le revenu le montant de leur loyer, dans la limite de 10 % de leurs revenus bruts. Le coût total du revenu d'émancipation et du prêt de caution est alors évalué à 435 millions d'euros. Ces mesures sont codifiées deux mois plus tard, par un décret-loi.
Ces mesures, baptisées « plan de soutien à l'émancipation et d'impulsion de la location », ont pour objectif de mobiliser le vote des jeunes à six mois des élections générales. Bien que Chacón affirme avoir travaillé « 70 jours et 70 nuits » sur ce projet, celui-ci reprend l'idée du plan lancé en 2004 par sa prédécesseure María Antonia Trujillo et qui prévoyait une aide mensuelle de 240 euros pour les locataires de moins de 35 ans ayant un revenu annuel brut inférieur à 19 950 euros. Après que le ministère du Logement a affirmé pendant deux jours que le plan Chacón était entièrement nouveau, le ministre de l'Économie Pedro Solbes et le numéro deux du PSOE José Blanco expliquent qu'il s'agit en réalité d'une « correction indispensable » du plan Trujillo, qui n'avait pas atteint ses objectifs.

### Facilitation des expulsions
Lors de son audition devant la commission du Logement du Congrès des députés le 26 septembre, Carme Chacón indique que le gouvernement va tenter de réformer, d'ici la fin de la législature, le Code de procédure civile afin de faciliter les expulsions pour impayés de loyer. Cette posture agace le Parti populaire et Convergence et Union, qui soulignent que le PSOE s'y est opposé trois fois depuis 2004.
Le conseil des ministres qui se tient deux jours plus tard approuve la création de dix tribunaux de première instance à juge unique, spécialisés uniquement dans le traitement des expulsions locatives et installés dans les zones les plus touchées par ce phénomène ; à cette occasion, Chacón précise que sa réforme processuelle visera notamment à réduire de deux mois à 15 jours le délai accordé aux locataires indélicats pour apurer leur dette de loyer après requête du propriétaire. Elle annonce le 21 novembre que les six premiers tribunaux ouvriront le 1er janvier 2008 dans la Communauté de Madrid, mais que la modification du Code de procédure civile ne pourra se faire d'ici la dissolution des Cortes Generales du fait des contraintes de la procédure législative.
La simplification des procédures d'expulsion est adoptée à la quasi-unanimité à la fin de l'année 2009. Au cours de la campagne des élections générales du 20 décembre 2015, Chacón est prise à partie par les activistes de la Plateforme des victimes du crédit hypothécaire (PAH) à Barcelone, qui lui reprochent d'avoir facilité le recours aux expulsions, dont le nombre a fortement augmenté en conséquence de la crise économique. Elle rétorque alors que, sous son mandat, aucune loi n'a été votée en rapport avec les expulsions et que les maires socialistes agissent pour éviter qu'elles ne se produisent.

## Ministre de la Défense

### Record aux élections législatives
Comme annoncé dès le début du mois de septembre, Carme Chacón est investie le 16 décembre 2007 tête de liste du Parti des socialistes de Catalogne dans la circonscription de Barcelone pour les élections générales du 9 mars 2008. La candidature soumise par la direction du parti reçoit 98 % de votes favorables du conseil national. Elle appelle ensuite à la mobilisation en jugeant que « la Catalogne sera à nouveau décisive. La formule est toujours la même : une impulsion en Catalogne et un gouvernement progressiste en Espagne ».
Au soir du scrutin, le PSC remporte 25 sièges sur 47 avec 45,5 % des voix et plus de 1,6 million de votes, ce qui constitue un record historique absolu. Selon elle, « le soutien [des électeurs] a été large, clair et retentissant ». Elle estime que « nous avons de nouveau une grande confiance pour défendre la Catalogne, le progrès, la concorde et l'optimisme ».

### Nomination symbolique

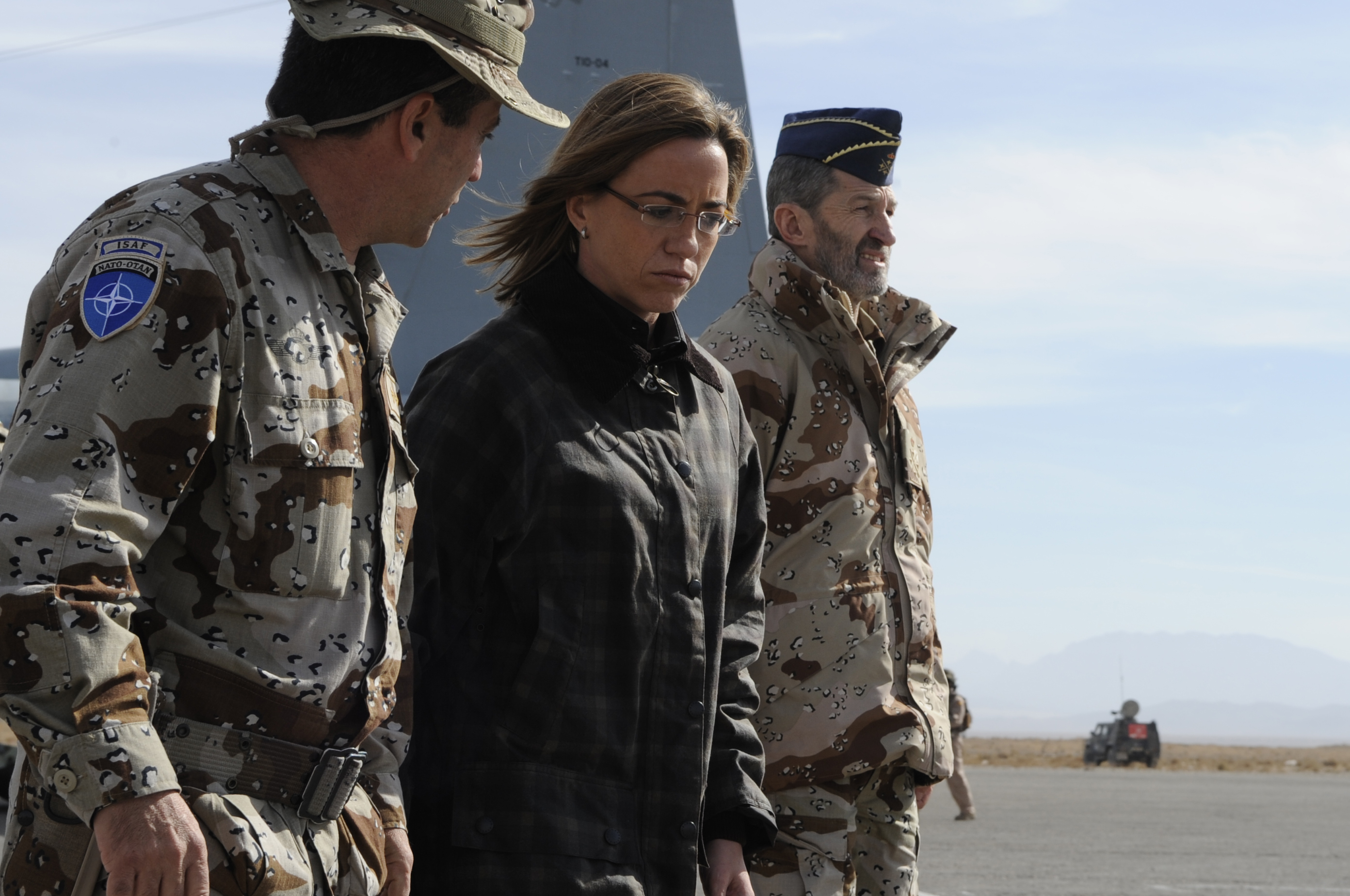
Carme Chacón à Hérat en 2008.

Zapatero révèle le 12 avril que Carme Chacón sera nommée à 37 ans ministre de la Défense dans son second gouvernement. Elle sera donc la première femme à exercer cette responsabilité, et la première femme enceinte à détenir un portefeuille ministériel.
Cette nomination est critiquée au sein du secteur conservateur des Forces armées espagnoles ainsi que par la presse de droite — qui se garde bien de tout machisme et se concentre sur les origines catalanes et les opinions pacifistes de la nouvelle ministre — mais fortement soutenue par le roi Juan Carlos Ier. Le jour de sa prise de fonctions, le 14 avril, elle se distingue par l'ordre sec donné aux soldats de la garde d'honneur du ministère de se mettre au garde à vous, avant de passer la troupe en revue enceinte,.
Le président du gouvernement avait initialement prévu de désigner à ce poste la ministre des Administrations publiques Elena Salgado, sur les conseils de son ministre de l'Intérieur Alfredo Pérez Rubalcaba. C'est le secrétaire à l'Organisation du PSOE José Blanco qui propose à Zapatero de désigner Carme Chacón, après avoir été convaincu par Miguel Barroso, mari de cette dernière, de l'image positive et de l'effet totalement inattendu de cette nomination, des arguments qui persuadent le chef de l'exécutif,.

### Premières décisions

#### Visite surprise en Afghanistan
Le 19 avril, Carme Chacón réalise une visite surprise aux 460 soldats du contingent espagnol déployé dans la base avancée de l'ISAF à Hérat, en Afghanistan. Accompagnée du secrétaire d'État à la Défense Constantino Méndez et de la secrétaire d'État à la Coopération Leire Pajín, elle est également suivie par une équipe médicale puisqu'elle atteint à ce moment-là sept mois de grossesse. Elle réfute le fait que ce voyage soit une réponse aux critiques selon lesquelles sa grossesse ne lui permettrait pas de remplir pleinement ses fonctions,.
Elle accouche un mois plus tard, le 19 mai. Elle devait comparaître le lendemain devant la commission de la Défense du Congrès des députés pour expliquer son programme de travail et ses objectifs pour les quatre ans à venir. Le président du gouvernement confie l'intérim de la direction du ministère au ministre de l'Intérieur Alfredo Pérez Rubalcaba.

#### Remplacement de l'État-Major

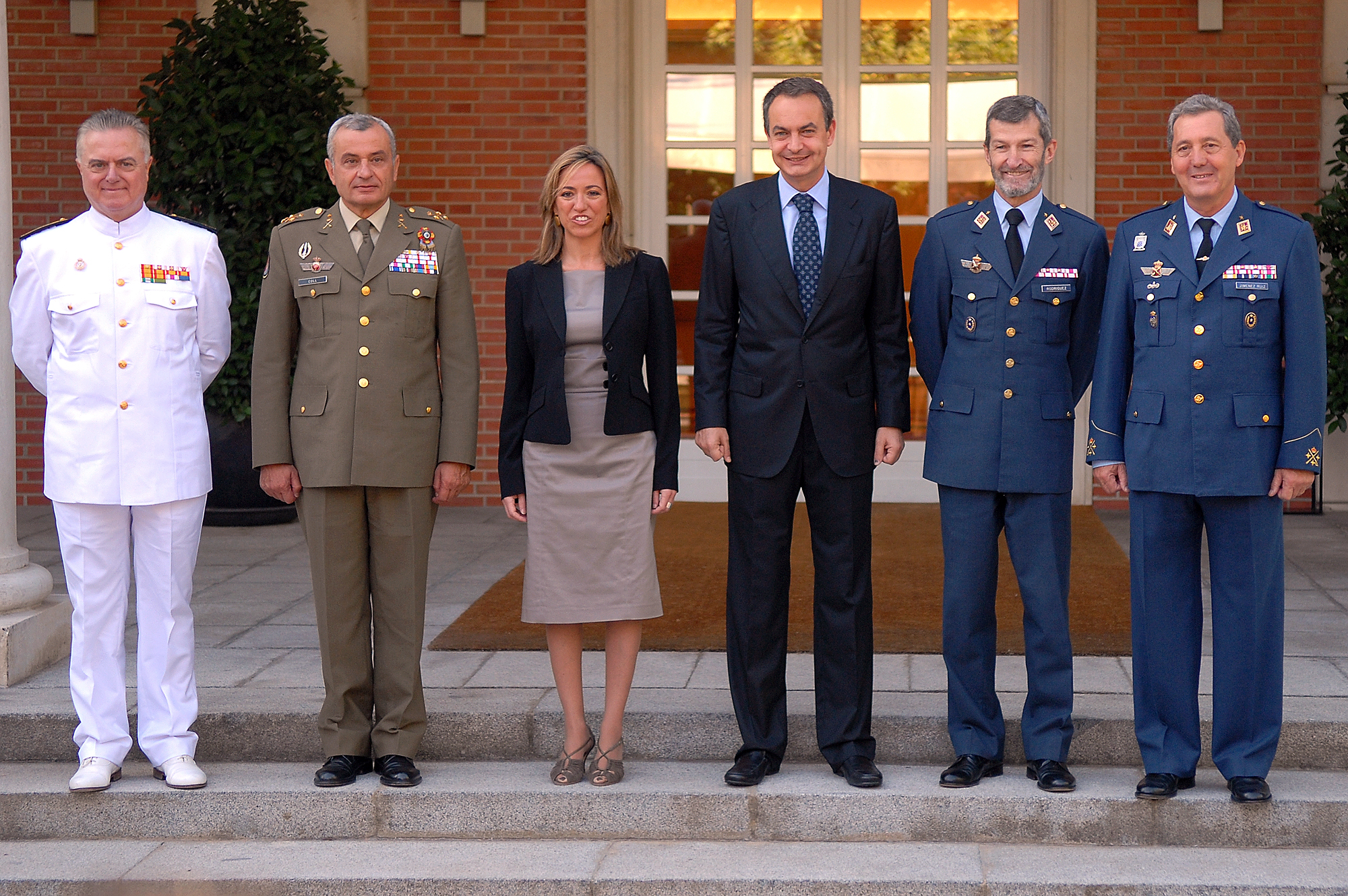
De retour de son congé maternité, Chacón remplace les chefs d'État-Major.

Elle reprend ses fonctions cinq semaines plus tard, le 30 juin, par son audition devant la commission de la Défense. À cette occasion, elle fait connaître sa volonté de renouveler le groupe des chefs d'État-Major (JUJEM). Si le remplacement des hauts commandants militaires est une habitude en début de législature, c'est la première fois qu'il intervient sans que le titulaire du ministère ait pu faire connaissance avec les généraux de manière approfondie. Elle fait d'ailleurs fi du conseil de son prédécesseur José Antonio Alonso et de Zapatero de conserver dans ses responsabilités le général Félix Sanz à son poste de chef d'État-Major de la Défense (JEMAD).
Contrairement à sa volonté initiale, elle respecte le principe de l'accès tournant au poste de JEMAD et le confie au général de l'armée de l'air José Julio Rodríguez Fernández, jusqu'ici directeur général de l'Armement et du Matériel au sein du ministère, trois semaines plus tard. Elle réalise ainsi un choix qui ne tient compte ni des suggestions de la Maison royale, ni des propositions des généraux des forces aériennes. Bien que Rodríguez Fernández n'ait pas l'expérience des missions internationales, il bénéficie de la confiance politique de Chacón et Zapatero, et jouit d'une réputation de bon gestionnaire,.

### Piraterie en Somalie

#### Participation à l'opération Atalante

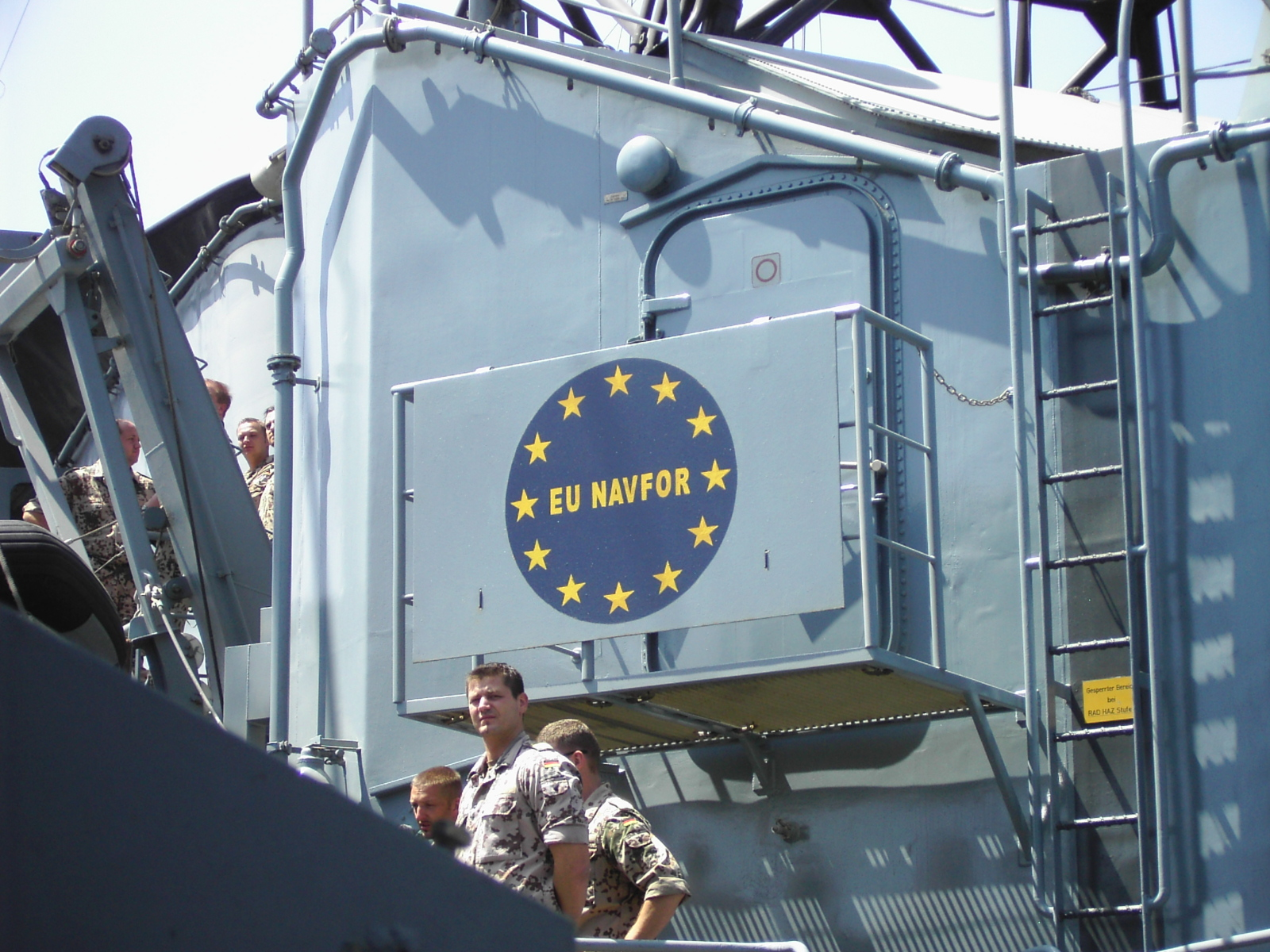
En janvier 2009, elle approuve la participation de l'Espagne à l'opération Atalante.

Au cours de la traditionnelle cérémonie de la Pâques militaire le 6 janvier 2009, Carme Chacón fait connaître sa volonté de demander au Congrès des députés l'envoi de forces militaires au large de la Somalie afin de lutter contre la piraterie dans le cadre de l'opération navale européenne Atalante. Elle évoque alors « la première mission avec une composante fondamentalement navale dans le cadre de la politique européenne de sécurité et de défense ». Elle ajoute que « les forces armées espagnoles participeront à Atalante avec un avion de patrouille maritime, une frégate et un pétrolier. De plus, un capitaine de vaisseau espagnol assumera le commandement de la force à partir d'avril ».
Le contingent, formé de 395 militaires, sera ainsi le sixième déployé sur un théâtre d'opération extérieur, portant à 3 000 le nombre total de soldats espagnols déployés à l'étranger. Lors d'une séance extraordinaire du Congrès le 21 janvier, le déploiement est autorisé par 311 voix contre deux, celles de Gaspar Llamazares et Joan Herrera. Chacón affirme devant les députés que « l'opération Atalante est d'une importance cruciale pour la défense des intérêts géostratégiques et économiques espagnols » et permettra « de garantir la sécurité de nos pêcheurs ». Elle reconnaît que la mission sera difficile et d'une très grande importance à cause « du chaos politique en Somalie » et de la « dramatique situation humanitaire ».
Durant une intervention au Congrès le 16 septembre au sujet de la piraterie au large de la Somalie, elle rappelle que l'État espagnol dépense 75 millions d'euros pour protéger les thoniers battant pavillon espagnol qui opèrent dans l'océan Indien, alors qu'il s'agit « d'entreprises privées qui font des affaires privées ». Elle appelle donc les propriétaires des navires « à apporter leur contribution, c'est ce qui me semble juste ». Elle rejette l'idée d'embarquer des soldats à bord des bateaux, une option contraire selon elle à la loi organique relative à la défense nationale et une solution qu'elle ne juge « pas adéquate sur le plan opérationnel ou fonctionnel ». Elle indique que les autorités sont prêtes à aider financièrement les armateurs qui auraient recours à des sociétés de sécurité privée, rappelant que le ministère de l'Intérieur autoriserait à cette occasion les mercenaires à s'équiper en fusils automatiques de grande capacité.

#### Séquestration d'un navire de pêche

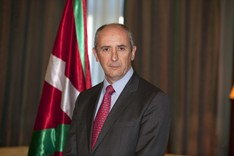
Le porte-parole parlementaire du PNV Josu Erkoreka reproche à Chacón sa passivité dans la lutte contre la piraterie en Somalie.

Moins de deux semaines plus tard, le 2 octobre, des pirates somaliens s'emparent du chalutier basque Alakrana. Le ministère de la Défense dénonce le fait que le navire se trouvait à plus de 800 milles de la frégate espagnole Canarias et à 350 milles de la zone la mieux protégée par Atalante.
Le député du Parti populaire (PP) Arsenio Fernández de Mesa, deuxième vice-président de la commission de la Défense, dénonce la « passivité » de l'exécutif et l'appelle à se souvenir que « ce ne sont pas là des riches qui pêchent, mais des entrepreneurs qui créent des milliers d'emplois ». Le porte-parole parlementaire du Parti nationaliste basque (EAJ/PNV) Josu Erkoreka reproche à Chacón de « jouer à ne pas perdre de scrutin au Congrès » tandis que « les pêcheurs jouent leur vie ». Si de son côté, CiU affirme que le Parti socialiste ouvrier espagnol s'est trompé deux semaines plus tôt en rejetant la résolution de l'EAJ/PNV proposant l'embarquement de soldats sur les chalutiers agissant dans l'océan Indien, le PSOE considère qu'il est « très injuste d'associer la ministre de la Défense à cette situation, qui travaille dur pour la sécurité des navires dans une zone très difficile ». L’Alakrana est libéré le 16 novembre, après le versement d'une rançon de plus de deux millions d'euros par l'armateur.
Au lendemain de la libération, le PP et le PNV attaquent durement le gouvernement. Alors que le président du Parti populaire Mariano Rajoy avait accepté de rester silencieux quant à la gestion de l'affaire par les autorités, son parti indique dès le 18 septembre son intention de soumettre de nouveau au Congrès une proposition d'embarquer des militaires sur les chalutiers. La porte-parole parlementaire Soraya Sáenz de Santamaría se met en relation avec son homologue de l'EAJ/PNV Josu Erkoreka afin de coordonner leur réaction. Ce dernier affirme préparer pour les jours à venir des actions politiques pour demander des comptes à l'exécutif. Dès le 18 novembre cependant, Rajoy annonce sa volonté de demander la réprobation par les députés de la première vice-présidente María Teresa Fernández de la Vega, de Carme Chacón et du ministre de la Justice Francisco Caamaño en dénonçant la « superbe », l'« incompétence », l'« improvisation », le « spectacle lamentable » et « les dommages causés à l'image de l'Espagne ». Lors du scrutin organisé le lendemain, la motion déposée par le PP, recevant le soutien de l'EAJ/PNV et du Bloc nationaliste galicien (BNG), est rejetée par un vote conjoint du Parti socialiste, de la Gauche unie, de la Gauche républicaine de Catalogne et de l'Initiative pour la Catalogne Verts, tandis que Convergence et Union et la Coalition canarienne s'abstiennent.

### Question du Kosovo

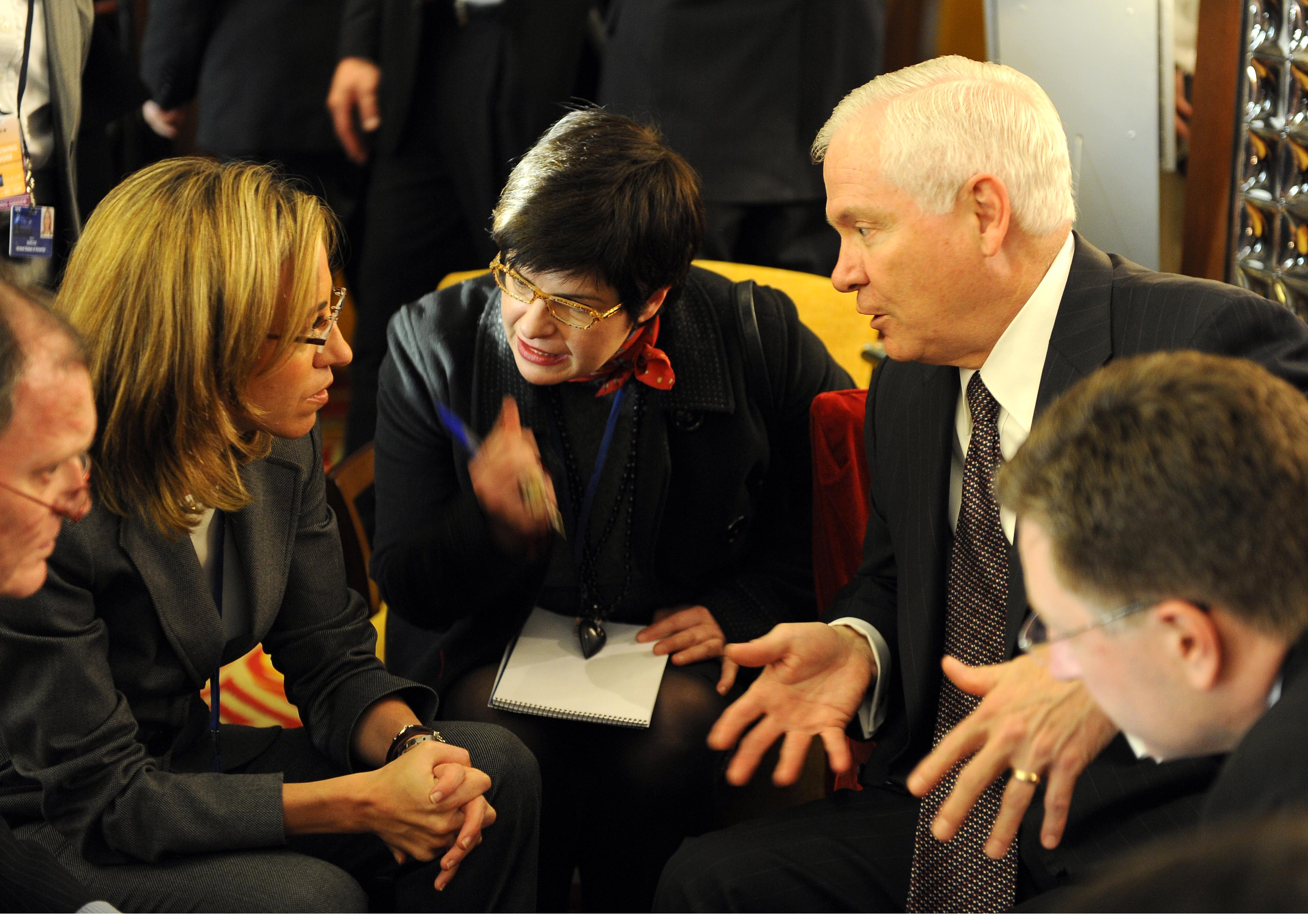
Carme Chacón (g.) avec Robert Gates, secrétaire de la Défense des États-Unis, lors de la conférence de l'OTAN à Bucarest en 2008.

Carme Chacón annonce le 19 mars 2009 que les 620 militaires espagnols déployés depuis dix ans au Kosovo dans le cadre de la KFOR vont être rapatriés, au cours de sa visite au contingent sur la base d'Istok. Cette décision fait suite à la déclaration d'indépendance du Kosovo, non reconnue par le gouvernement espagnol. Elle déclare à cette occasion aux soldats que « votre mission est terminée. Il est temps de rentrer à la maison ». Afin de ne pas avoir de contact avec les autorités kosovares, elle se pose sur la base italienne de Gjakovë plutôt qu'à l'aéroport de Pristina. Alors que le retrait était initialement prévu sur quatre mois, elle propose au secrétaire général de l'OTAN Jaap de Hoop Scheffer qu'il se fasse en six mois, comme geste de bonne volonté.
Cette décision suscite des critiques au sein de l'administration américaine. Quatre jours plus tard, elle réaffirme depuis Cadix que « les raisons qui nous ont mené au Kosovo ont pris fin ». Elle rappelle qu'« il y a des pays alliés qui ont reconnu l'indépendance du Kosovo. Nous non » et souligne que les autorités espagnoles ont agi « comme cela se passe habituellement pour ce genre de décision ». Le vice-président des États-Unis Joe Biden indique le 28 mars, en conclusion du sommet mondial des dirigeants progressistes à Viña del Mar et en présence de Zapatero, être convaincu « que les relations ne sont pas entravées, même si nous sommes en désaccord sur le Kosovo ». Biden fait savoir au président du gouvernement espagnol « la plus totale compréhension » de son pays quant à la décision de retrait des troupes et parle d'un « chapitre clos ».
Pourtant le 2 avril, elle est mise en cause par le député nationaliste catalan Jordi Xuclà qui annonce que son groupe parlementaire a l'intention de déposer une motion condamnant la gestion gouvernementale de l'annonce du retrait des troupes. Soumise au vote du Congrès le 21 avril, la motion est partiellement approuvée : si les trois points sur l'information des députés par l'exécutif des résultats des sommets annuels de l'OTAN sont approuvés à une très large majorité, la partie affirmant que « le gouvernement ne peut pas prendre de décisions unilatérales sans informer en temps et dans les formes les Alliés de sa volonté de modifier les engagements adoptés dans des organisations internationales » — présentée comme une réprobation de l'action ministérielle — est rejetée par 172 voix contre, 164 voix pour et cinq abstentions. Au cours du débat, les députés de Convergence et Union avaient refusé d'inclure un amendement du Parti populaire qui demandait formellement la réprobation de Carme Chacón.

### Guerre d'Afghanistan

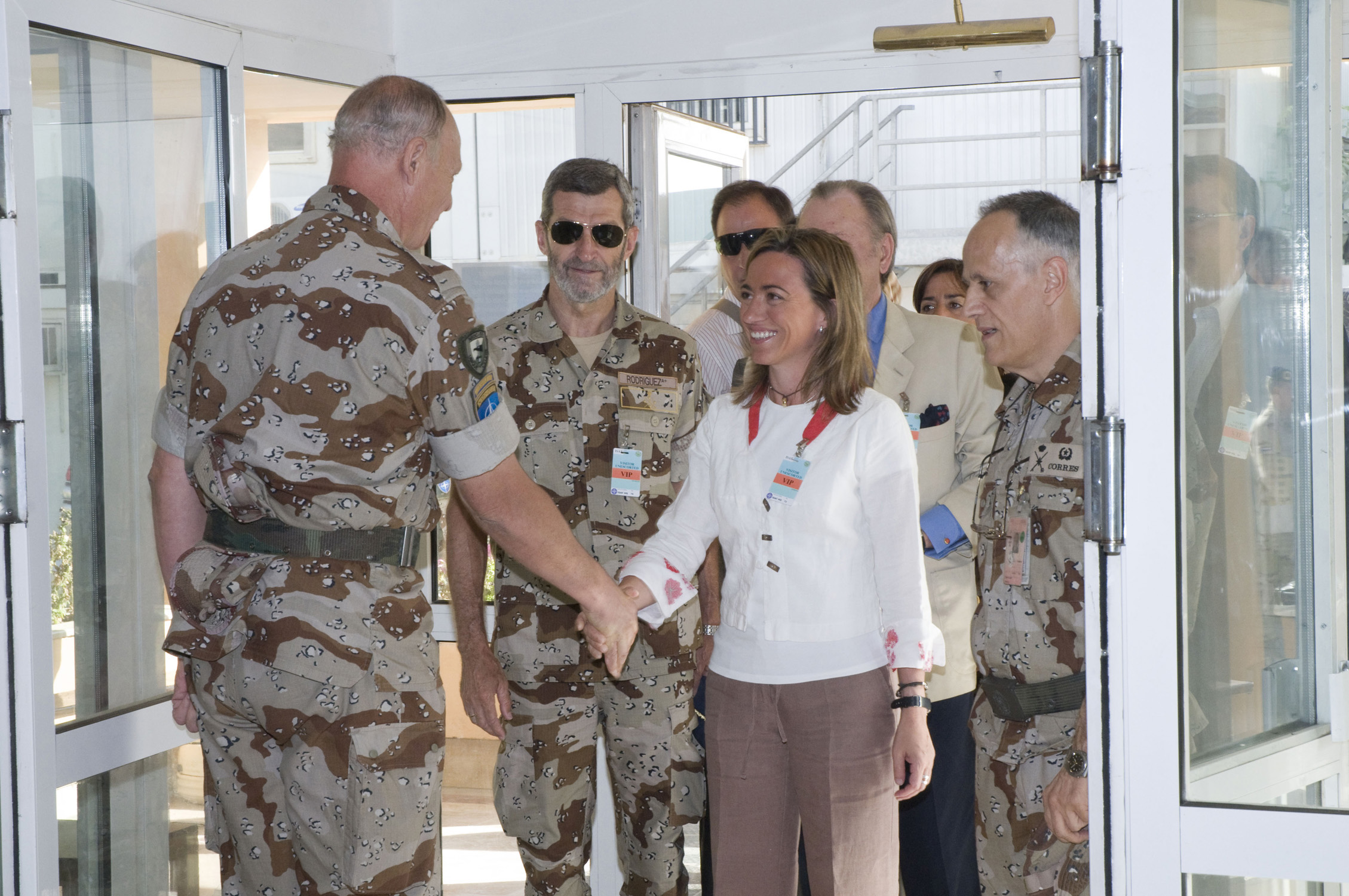
Chacón visite en 2009 le QG de l'ISAF.

Auditionnée le 17 février 2010 par la commission de la Défense du Congrès, Carme Chacón affirme que « la mission [espagnole en Afghanistan] se tient dans un contexte hautement risqué de conflit et de guerre ». Elle justifie le déploiement de 511 soldats et 40 gardes civils — ce qui porte le contingent espagnol à 1 509 membres et aura un coût annuel de 100 millions d'euros — par le fait que l'ISAF souhaite que « ce soient les Afghans qui assurent eux-mêmes leur gouvernement et leur sécurité ». Sur l'ensemble du nouveau corps expéditionnaire, aucun militaire ne sera donc affecté à des missions de combat, mais uniquement à des fonctions de formation, logistique et sécurité. À l'exception de la Gauche unie (IU), l'ensemble des forces politiques soutient cette démarche.
Le 18 octobre, elle préside à Sarajevo la cérémonie du début du retrait des troupes espagnoles de Bosnie-Herzégovine. Elle fait alors remarquer que « ce qui s'est passé dans les Balkans doit nous rappeler que les opérations internationales sont nécessaires » et ajoute que « dans l'avenir, [l'Espagne] mettra fin à ses autres missions, comme le Liban, la Somalie ou l'Afghanistan ».

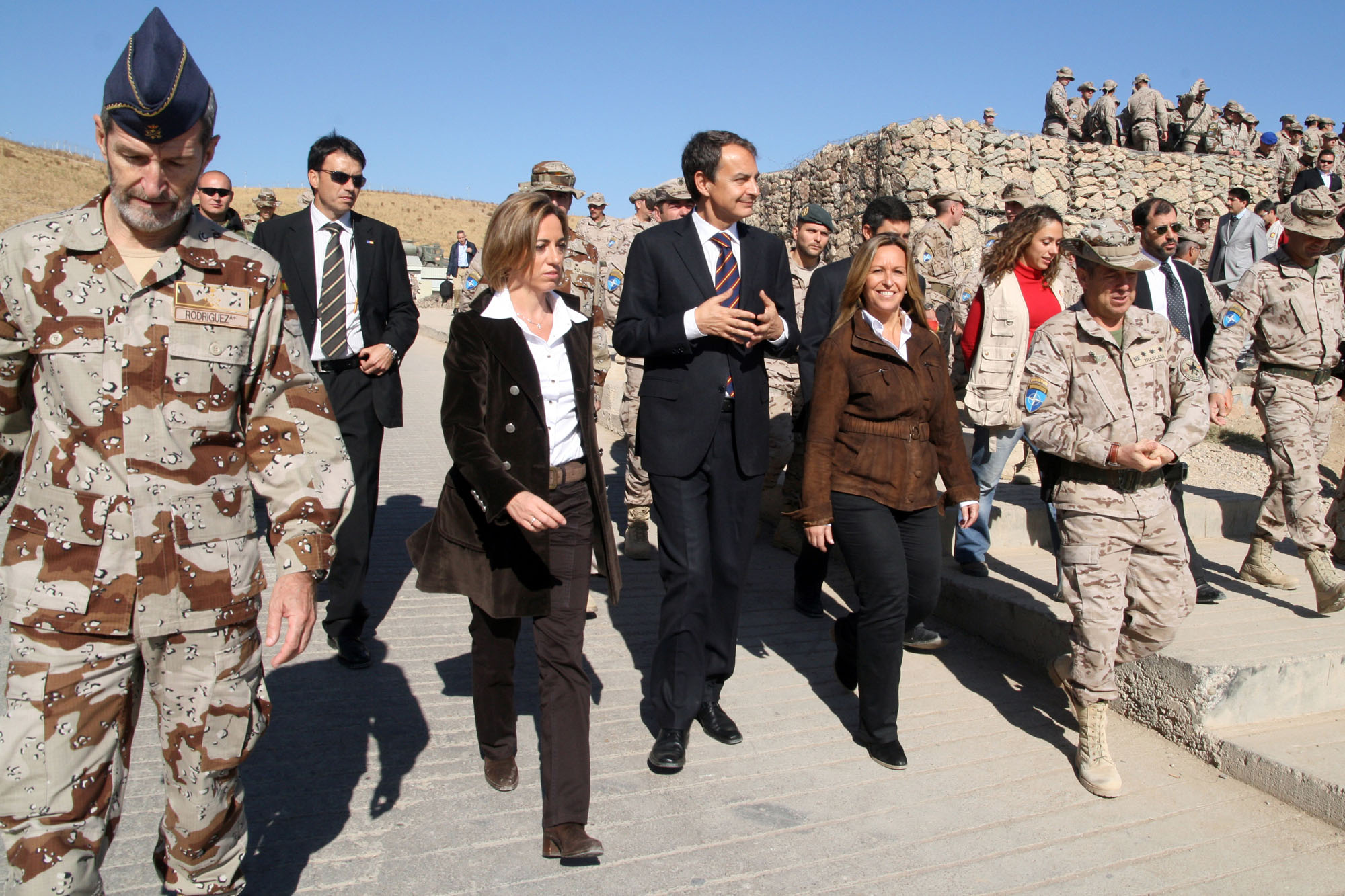
Avec Trinidad Jiménez, Chacón accompagne José Luis Rodríguez Zapatero en Afghanistan en 2010.

Elle indique le mois suivant, lors du 22e sommet de l'OTAN à Lisbonne, que le contingent espagnol de l'ISAF commencera dès 2011 — soit avec trois ans d'avance — à opérer le transfert aux Afghans de la sécurité dans deux provinces. Elle ajoute que cela n'implique pas « un retrait automatique » des militaires de son pays. Lors de sa comparution devant la commission de la Défense du Congrès le 16 décembre, elle confirme cette stratégie d'« afghanisation » sans pour autant fixer de date précise pour le retour des soldats espagnols. Au Sénat le 22 juin 2011, elle écarte toute idée de rapatriement du corps expéditionnaire avant la fin de l'année.

### Crash d'un hélicoptère en Haïti
Le 17 avril 2010, un hélicoptère s'écrase à Fonds-Verrettes en Haïti, l'accident causant la mort de quatre soldats espagnols déployés au sein de la Minustah. Carme Chacón s'y rend dès le lendemain afin de rendre hommage aux disparus et assurer leur rapatriement. Elle est accompagnée d'une équipe médico-légale de la Garde civile, chargée de confirmer l'identité des militaires et de mettre en œuvre le protocole instauré en 2004 pour éviter la répétition du scandale du Yak-42 de 2003, quand 30 soldats morts sur 62 dans le crash de leur avion avaient été mal identifiés. Un mois plus tôt, elle avait visité le contingent espagnol, constitué de 450 soldats déployés à Petit-Goâve à la suite du séisme du 12 janvier.

### Loi des droits des militaires

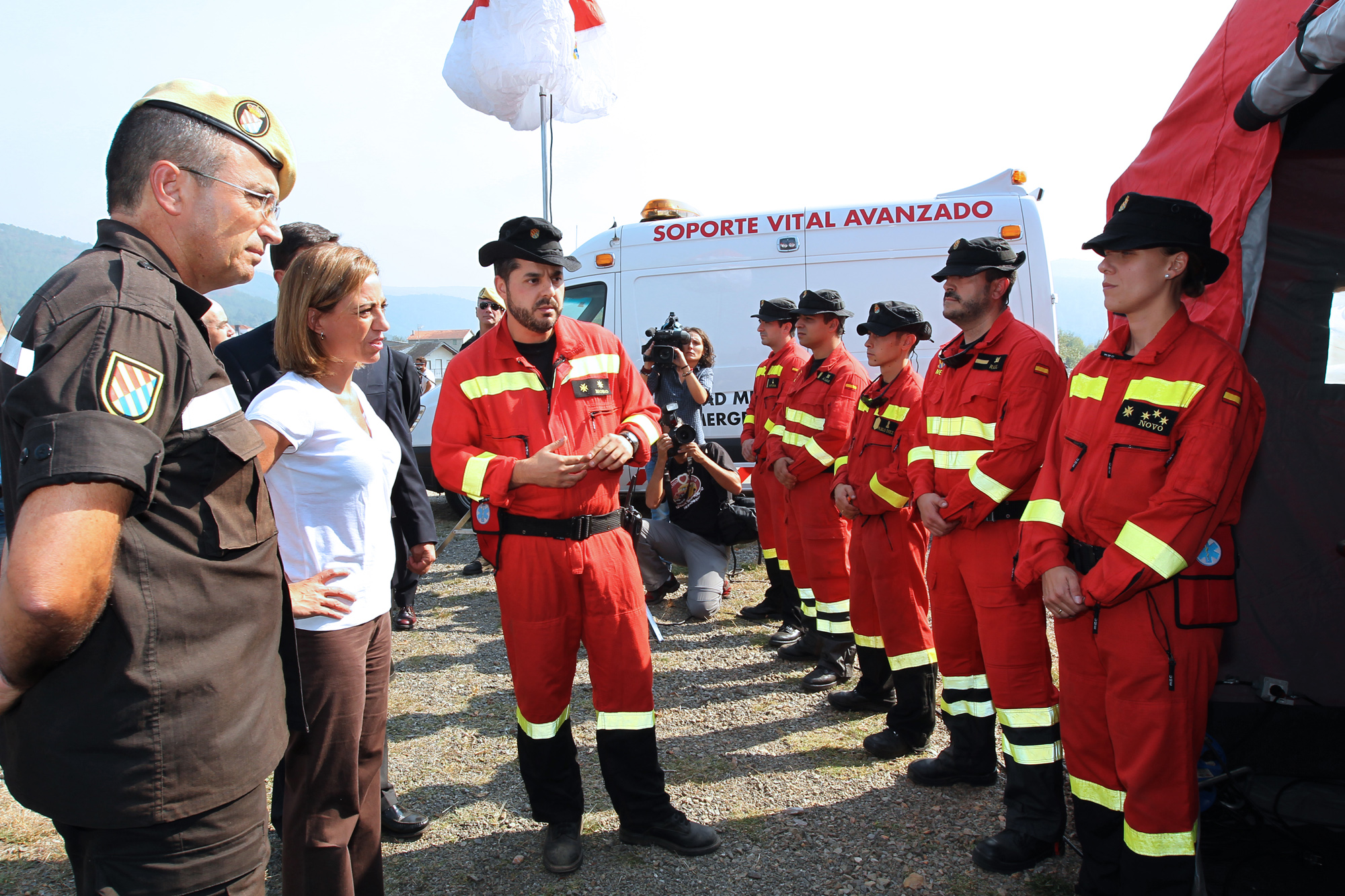
Carme Chacón passant en revue des troupes de l'unité militaire d'urgence (UME) en 2011.

Le conseil des ministres du 2 juillet 2010 approuve le projet de loi organique des droits et devoirs des membres des forces armées. Ce texte entend réglementer, pour la première fois, le droit des militaires à constituer des associations de défense de leurs intérêts professionnels. Il prévoit la création du conseil du personnel, comme organe de dialogue entre les associations militaires et le ministère de la Défense, ainsi que de l'Observatoire de la vie militaire, formé d'experts choisis par les Cortes Generales. À l'inverse de la Garde civile, il n'est pas prévu que les représentants de la troupe soient élus, puisque la représentativité de leurs associations sera mesurée par leur nombre d'adhérents.
Alors que Carme Chacón s'était engagée en janvier 2010 à ce que la loi ne soit adoptée qu'à la condition que « le consensus [soit] le plus large » car « dans le domaine militaire, la seule arithmétique possible c'est l'addition », le PSOE et le PP arrivent à un accord sur le contenu du projet de loi le 4 mars 2011, avec notamment des amendements concernant les fonctions du conseil du personnel et la garantie de la liberté religieuse des soldats. Le texte, désormais surnommé « loi Chacón » (en espagnol : Ley Chacón), est adopté exactement deux mois plus tard, par 305 voix pour et dix abstentions, au sein de Convergence et Union, dont le porte-parole parlementaire Jordi Xuclà semble presque s'excuser comme de rompre ce consensus. Revenue devant le Congrès le 14 juillet, la loi organique y est définitivement adoptée.

## Potentielle successeure de Zapatero

### Popularité

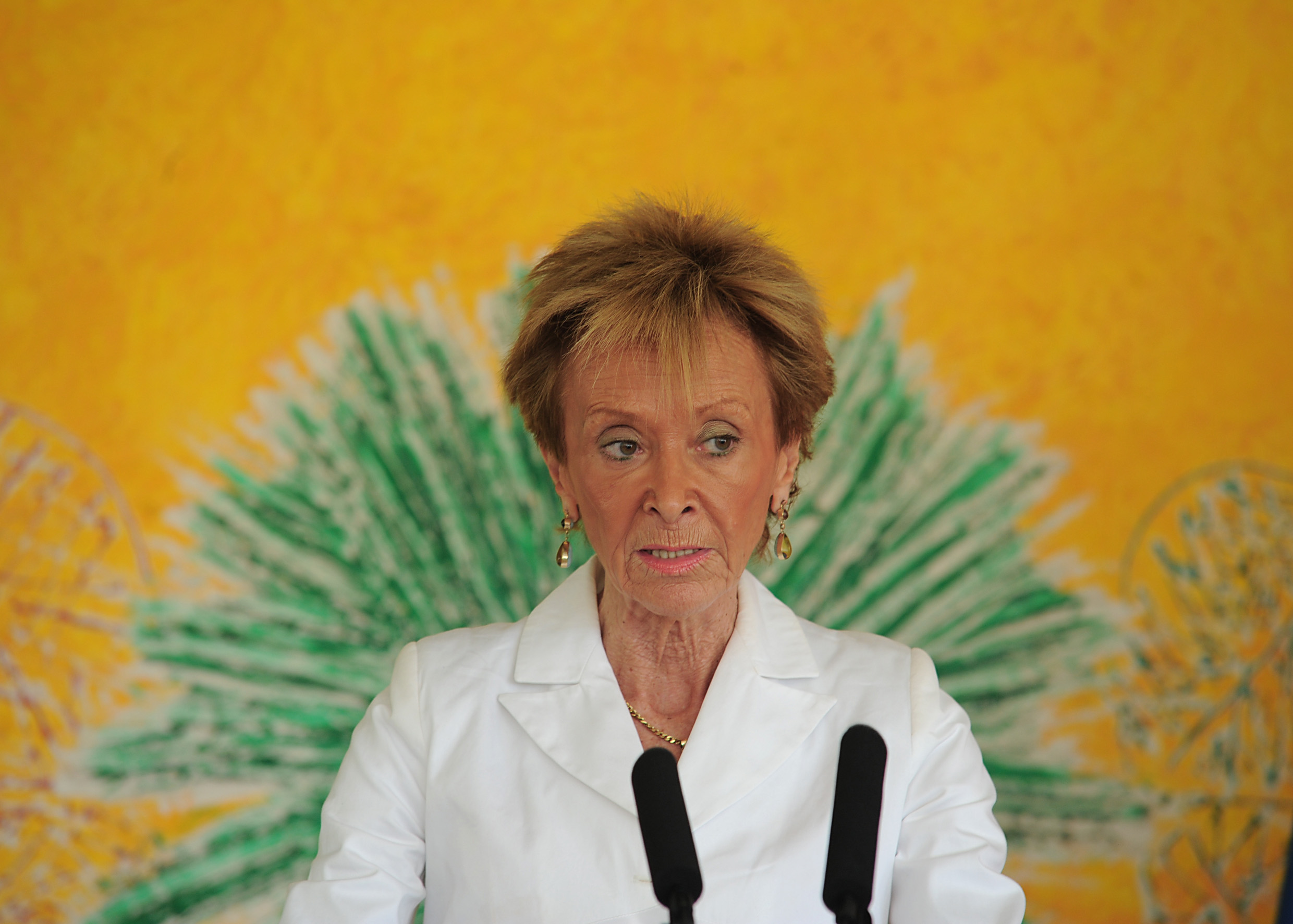
Six mois après son entrée en fonction, un sondage en fait la ministre la plus populaire, détrônant ainsi la vice-présidente María Teresa Fernández de la Vega.

À l'issue du XXXVIIe congrès fédéral socialiste le 6 juillet 2008, Carme Chacón continue de siéger au sein de la commission exécutive. Représentant les socialistes catalans avec Miquel Iceta, elle est élue membre sans responsabilité (vocal), aux côtés notamment d'Alfredo Pérez Rubalcaba et du député basque Eduardo Madina. Ses anciennes fonctions de secrétaire à l'Éducation sont ainsi confiées à la députée de Grenade Cándida Martínez. Le 25 juillet suivant, le congrès du Parti des socialistes de Catalogne (PSC) la reconduit comme secrétaire nationale, sans responsabilité, avec 95,2 % de votes favorables.
En novembre suivant, l'enquête du Centre de recherches sociologiques (CIS) la désigne comme ministre la plus appréciée, avec une note moyenne de 5,17/10, soit 0,07 point de mieux que la numéro deux du gouvernement María Teresa Fernández de la Vega — détentrice de ce titre depuis 2004 — et 0,14 point de plus que Rubalcaba. Ce dernier affirme pour sa part qu'elle a « devant elle une carrière extraordinaire » tandis que de la Vega qualifie de « joie et fierté » le résultat du sondage.
L'enquête publiée par le Centre de recherches sociologiques le 5 novembre 2010 lui attribue une note moyenne de 4,38/10, contre 4,61 pour Rubalcaba. En revanche, elle devance des personnalités majeures comme María Teresa Fernández de la Vega, le numéro deux du Parti socialiste José Blanco et le troisième vice-président du gouvernement Manuel Chaves. Le sondage que publie Público quatre jours après montre que 85,7 % des Espagnols déclarent la connaître, ce qui la place en deuxième position de ce point de vue, 54 % d'entre eux approuvent son maintien au gouvernement (une proportion qui atteint 82 % des électeurs socialistes) et que sa note moyenne est de 5/10, à la quatrième place des ministres les plus appréciés.

### Prise de positions
À la suite de l'expulsion en avril 2010 d'une lycéenne de son établissement scolaire de Pozuelo de Alarcón car elle portait le hijab, Carme Chacón estime que « l'Espagne n'est pas la France » — en référence au débat en cours sur l'interdiction de la burqa — et rappelle que l'on touche là aux « accords éducatifs » et à la « loi en rapport avec les connotations culturelles et religieuses ». Elle ajoute que ce qui est clair pour elle, c'est « qu'il doit exister un consensus parlementaire qui reflète un consensus social ». Elle se place ainsi dans la lignée du ministre de l'Éducation, Ángel Gabilondo, du ministre de la Justice, Francisco Caamaño et de la ministre de la Santé, Trinidad Jiménez, mais en opposition avec la ministre de l'Égalité, Bibiana Aído, qui réaffirme son refus personnel de toute forme de voile.

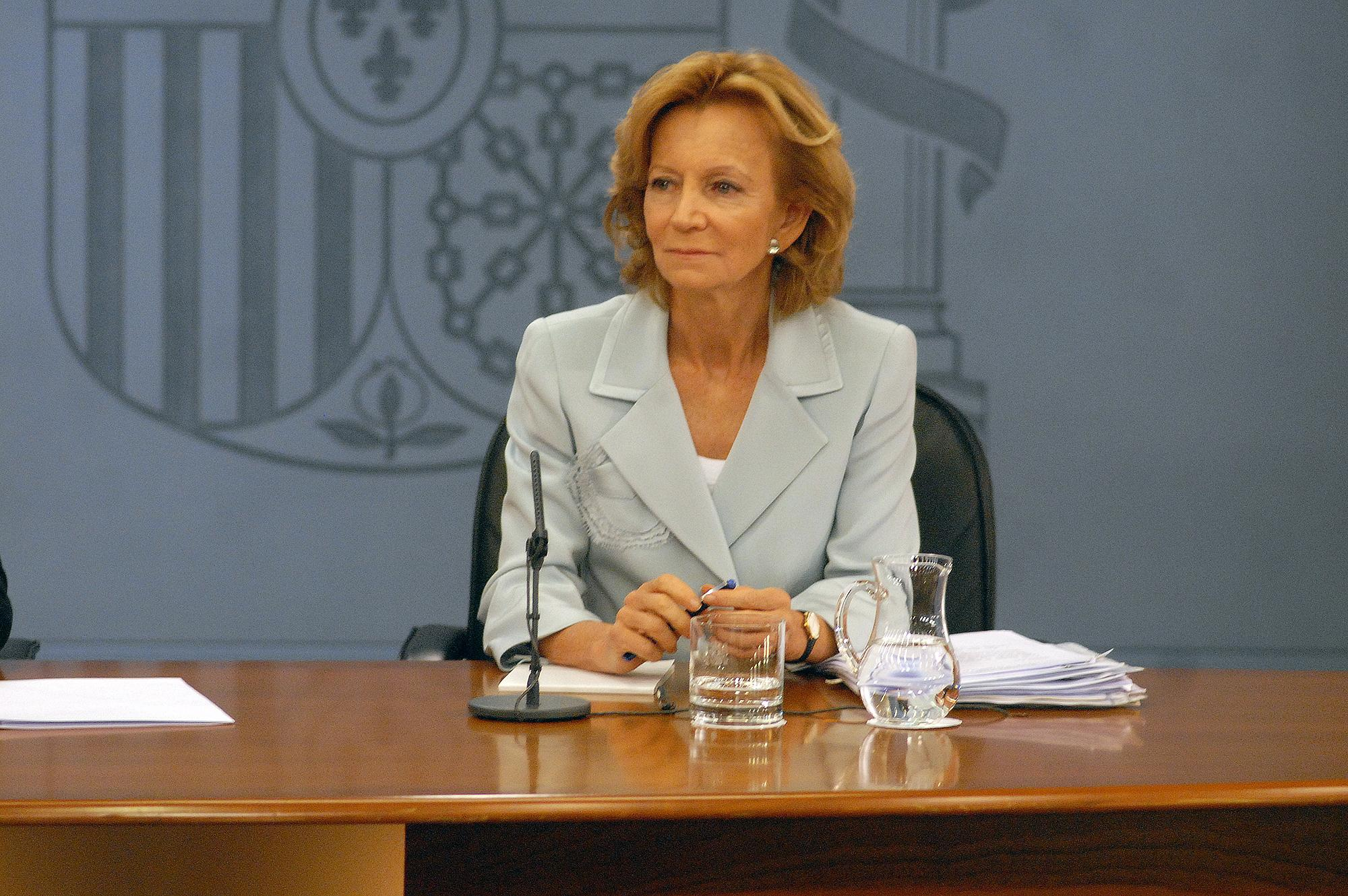
Bien qu'elle soutienne en public la rigueur budgétaire menée par Elena Salgado, Chacón est en privé très critique de la politique économique du gouvernement.

Elle apporte en octobre 2010 son soutien total aux mesures d'austérité budgétaire adoptées par les socialistes, tandis que Zapatero et le PSOE sont en chute libre dans les enquêtes d'opinion. Elle explique que les mesures de rigueur sont « dures » mais pensées « à moyen et long termes » afin de générer « confiance et stabilité » dans l'économie espagnole. Elle présente le président du gouvernement comme « un chef sérieux et vaillant » qui prend des décisions « non pas pour lui, mais pour son pays ». Critiquant vertement le Parti populaire, une formation où « une pseudo-démocratie a amené avec elle un pseudo-dirigeant, Mariano Rajoy », elle tient à rappeler qu'en 1993 Felipe González avait remporté les élections générales quand il accusait 11 points de retard sur le PP et souligne que « les élections ne sont pas demain ». Elle se montre alors convaincue que Zapatero sera le chef de file des socialistes pour le scrutin de 2012.
À cette période cependant, elle sait déjà que Zapatero ne sera pas candidat à un troisième mandat. De même, alors qu'elle soutient publiquement la politique de rigueur, elle se montre en privé extrêmement sceptique sur les mesures mises en œuvre par la vice-présidente du gouvernement et ministre de l'Économie et des Finances Elena Salgado, dont elle considère qu'elle forme avec Rubalcaba, Chaves et deux proches conseillers de Zapatero une équipe dangereuse pour l'exécutif, ayant pris le pouvoir de facto face à un chef du gouvernement dépassé par l'ampleur de la crise.
En réaction aux protestations en cours dans les pays arabes, elle déplore le 4 février 2011 que les pays d'Europe « se soient trompés à de nombreuses reprises » dans leurs relations avec leurs voisins du sud de la Méditerranée et rappelle que les réclamations des Égyptiens sont « des choses que nous tenons trop souvent pour acquises, comme la justice, la liberté et la dignité, alors que ce n'est pas le cas partout dans le monde ». Estimant que « la prudence ne peut en aucun cas nous rendre complices de la tyrannie », elle affirme que « l'Alliance des civilisations ce n'est pas la démocratie en Occident et l'autocratie en Orient, mais le vivre-ensemble et le respect de toutes les croyances ».
Elle fait part le 29 août 2011 de ses doutes quant à la réforme de l'article 135 de la Constitution, fruit d'un consensus entre le PSOE et le PP. Si elle dit « ne pas avoir d'objections » quant à la rédaction proposée car « elle se montre très flexible », elle précise qu'elle soutient le projet « par responsabilité et loyauté envers [Rubalcaba] ». Elle affirme toutefois avoir « plus de doutes au sujet de la procédure suivie pour la réforme constitutionnelle » dans une période où il existe « une demande sociale qui réclame, avec raison, plus de participation populaire dans les grandes décisions politiques ».

### Renoncement

#### Favorite avec Rubalcaba

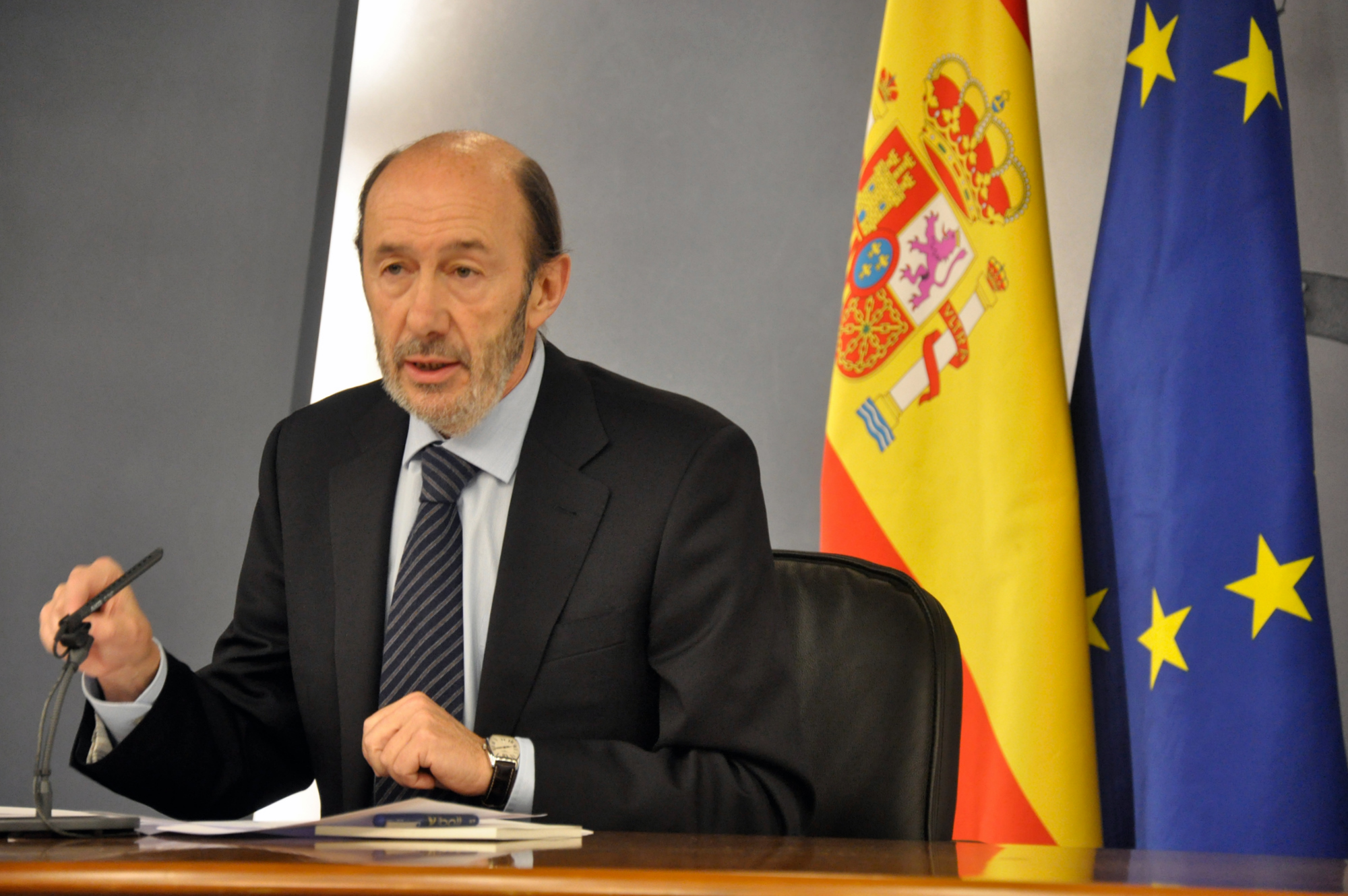
En 2010, un sondage montre qu'elle est la deuxième ministre la plus connue après le vétéran socialiste Alfredo Pérez Rubalcaba, ministre de l'Intérieur.

À l'occasion d'un déjeuner organisé par Europa Press le 22 février 2011, Carme Chacón affirme considérer comme évident que l'Espagne est prête à voir une femme accéder à la présidence du gouvernement, y compris si elle est originaire de Catalogne. Elle précise toutefois qu'elle soutiendra José Luis Rodríguez Zapatero s'il postule à un troisième mandat, mais que dans le cas contraire la décision reviendra aux militants. Elle cite ainsi Felipe González, « Vouloir être candidat est une chose, ce que veulent les adhérents en est une autre ».
À la fin du mois de mars, les spéculations sur le renoncement de Zapatero ne font que redoubler, la presse fixant la date du 2 avril pour l'annonce officielle. Elle apparaît alors, aux côtés de Rubalcaba, comme une favorite pour prendre sa suite. Ainsi, 31,4 % des Espagnols citent spontanément son nom comme remplaçante du chef de l'exécutif, soit une progression de 19,3 points en deux mois. En cas de duel face au président du Parti populaire Mariano Rajoy, 39,3 % la choisirait, soit environ six points d'avance sur son concurrent conservateur. Le 28 mars, elle demande au nom du PSC que le président du gouvernement « ferme » le débat lors du comité fédéral prévu à la fin de la semaine et reporte le processus de succession « à la fin de la législature », une position transmise à Zapatero par le maire de Barcelone Jordi Hereu.
Si la perspective d'un renoncement semblait finalement s'éloigner, José Luis Rodríguez Zapatero annonce le 2 avril devant le comité fédéral du PSOE sa décision de ne pas postuler à un troisième mandat à la tête du cabinet espagnol lors des prochaines élections générales, prévues en 2012. Il précise avoir l'intention d'aller au terme de la législature et que le choix de son successeur sera déterminé lors d'un processus de primaires internes. Un nouveau sondage est publié trois semaines plus tard : il révèle que 65,1 % des Espagnols la désignent spontanément comme successeure de Zapatero, soit une progression de 33 points, contre 19 pour Rubalcaba. Tous deux obtiennent des résultats et écarts similaires dans leur duel avec Rajoy et leur candidature produit des scores et différences identiques entre le PSOE — donné en tête de peu — et le PP dans les intentions de vote.

#### Coup de force de Patxi López

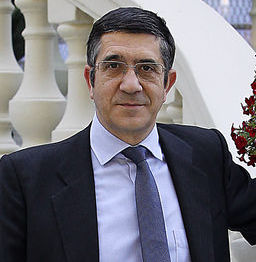
Après que Patxi López a demandé la tenue d'un congrès extraordinaire, elle renonce à postuler aux primaires internes pour les élections générales.

Carme Chacón annonce le 26 mai, à deux jours du comité fédéral de déclenchement des primaires, qu'elle renonce à présenter sa candidature. Elle explique qu'elle « fait un pas de côté » par rapport à sa décision — « adoptée au mois de février » — de présenter « son projet » aux militants. Selon elle, l'escalade de la tension interne « met en danger l'unité du parti, l'image du président du gouvernement et la stabilité du gouvernement ». Elle estime que « depuis le début, il y a des dirigeants socialistes mobilisés contre les primaires et qui poussent à la présentation d'un candidat unique. La déroute socialiste aux élections locales a rendu cette mobilisation encore plus forte ». Sa décision est la conséquence des déclarations faites 48 heures plus tôt par le lehendakari Patxi López, appelant à la tenue d'un congrès extraordinaire pour désigner un nouveau secrétaire général et établir un nouveau projet politique. Après que Chacón a expliqué à Zapatero disposer d'une équipe de campagne, d'un site Web et qu'elle lui a demandé de bénéficier des moyens du parti pour mener campagne, le chef de l'exécutif tente de raisonner López, dont la tactique est soutenue par plusieurs dirigeants régionaux et doit permettre l'investiture de Rubalcaba. Le président du gouvernement n'étant pas parvenu à dissuader le chef du gouvernement basque, Chacón choisit de renoncer à sa candidature plutôt que mettre en danger l'autorité de Zapatero.
Zapatero avait pourtant déjà désigné Rubalcaba comme son successeur en 2009. Alors que le pays subissait de plein fouet la crise économique, le secrétaire général du PSOE avait choisi pour prendre sa suite un vétéran du parti, optant pour un profil rassurant dans une période troublée. Il n'avait à cette époque pas anticipé la percée médiatique et politique à venir de sa ministre de la Défense.
Le 29 août, le porte-parole du Parti des socialistes de Catalogne Miquel Iceta indique que le premier secrétaire du parti José Montilla a proposé en ouverture de la commission exécutive à Chacón d'être à nouveau tête de liste pour Barcelone aux élections générales anticipées du 20 novembre, ce qu'elle a accepté.

## Congrès socialiste de 2012

### Rumeurs de candidature

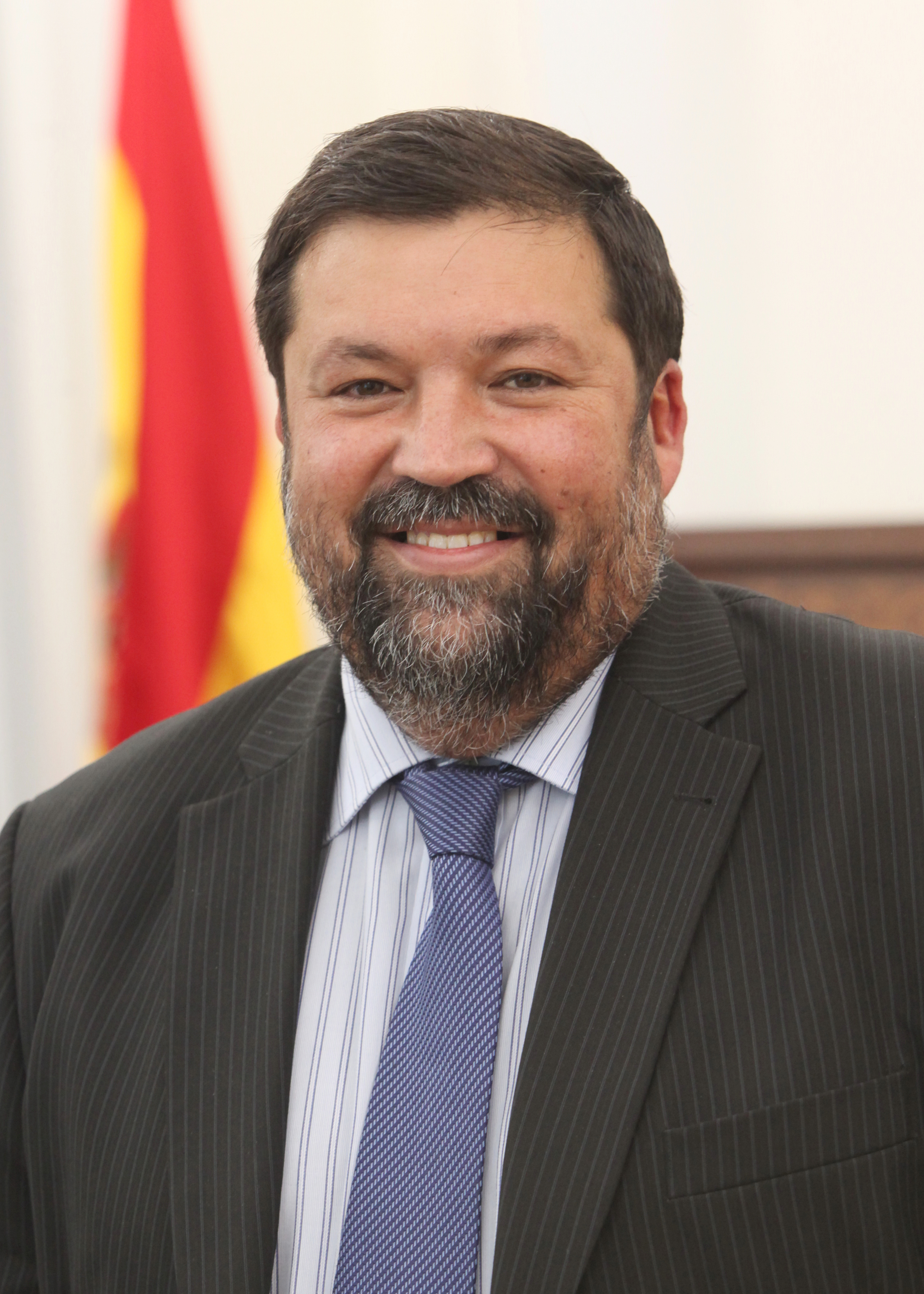
À la suite de l'accession au pouvoir de Mariano Rajoy, elle cosigne un texte coordonné par Francisco Caamaño appelant les socialistes au droit d'inventaire.

Le scrutin parlementaire constitue une sévère déroute pour les socialistes espagnols. En Catalogne, le PSC tombe à seulement 14 députés, réalisant son plus mauvais résultat depuis l'avènement de la démocratie en 1977. Dans la circonscription de Barcelone, le nombre de représentants passe de 16 à 10. Cet échec, associé à la victoire de Convergence et Union — qui devance les socialistes contre toute attente —, paraît compliquer fortement la volonté de Carme Chacón de prendre la direction fédérale du PSOE. S'exprimant à l'issue du vote, elle déclare que « les socialistes ont perdu mais ne sont pas défaits. Ceux qui sont défaits sont ceux qui se rendent, et nous ne nous rendons pas »,.
Après que Zapatero a annoncé le lendemain des élections générales sa volonté de proposer au comité fédéral la convocation du XXXVIIIe congrès fédéral en février 2012, des rumeurs sur une candidature probable de Chacón commencent à émerger. L'ancienne ministre de la Culture Carmen Calvo juge par exemple qu'elle « peut être une magnifique candidate au secrétariat général » mais « elle doit aussi réaliser sa propre analyse des résultats des socialistes catalans », puis le président du PSOE Manuel Chaves affirme qu'« on parle de Rubalcaba, on parle de Chacón, moi j'aimerais qu'il y ait plusieurs candidats »,. Elle reçoit, dans les jours qui suivent, le soutien du secrétaire général du Parti socialiste de Madrid-PSOE Tomás Gómez et de l'ancien ministre des Affaires étrangères Miguel Ángel Moratinos,. Le 18 décembre, elle est confirmée de droit au sein de la commission exécutive du Parti des socialistes de Catalogne, en sa qualité de membre de l'exécutif du PSOE.
Deux jours plus tard, quelques heures seulement après l'investiture de Mariano Rajoy à la présidence du gouvernement, elle publie avec le ministre de la Justice Francisco Caamaño, la secrétaire d'État au Logement Beatriz Corredor, le député Ximo Puig, le député européen Juan Fernando López Aguilar, le maire de Soria Carlos Martínez, l'ancien président du Sénat Javier Rojo, les anciens ministres Cristina Narbona et Josep Borrell, l'ancienne maire de Palma Aina Calvo, le secrétaire général du Parti socialiste de Navarre-PSOE Roberto Jiménez et la présidente du PSM-PSOE Delia Blanco, le manifeste « Mucho PSOE por hacer » (en français : Beaucoup de PSOE à faire). Rédigé notamment par le député José Andrés Torres Mora et coordonné par Caamaño, ce texte appelle le Parti socialiste à mieux s'ouvrir sur la société et entamer une réflexion idéologique pour construire une politique économique et fiscale de gauche. Si le groupe assume les grandes avancées sociales et sociétales des deux mandats de Zapatero, il s'accorde un droit d'inventaire en critiquant notamment le refus d'utiliser dès 2008 le terme de « crise » et les mesures d'austérité approuvées en mai 2010,.

### Officialisation
Deux semaines plus tard, Carme Chacón indique lors d'une réunion au siège de l'Union générale des travailleurs (UGT) à Valence qu'elle a l'intention de présenter sa candidature au secrétariat général du PSOE, avec la volonté de baser son projet sur la plateforme politique Mucho PSOE por hacer. Elle dit être candidate « pour lever le PSOE dès maintenant, sans transition ni interrègne ». Elle assure vouloir « travailler très dur pour l'emporter » car « beaucoup de gens en Espagne ne peuvent plus attendre ». Pour elle, « il faut créer un PSOE fort pour l'alternance et pour gouverner le plus tôt possible ». L'annonce officielle de sa candidature est toutefois programmée trois jours plus tard à Olula del Río, la ville natale de son père dans la province d'Almería. Contrairement à la situation de mai 2011, elle se trouvera ainsi en concurrence avec Alfredo Pérez Rubalcaba, qui a indiqué dès le 29 décembre vouloir lui aussi postuler à la direction du parti.

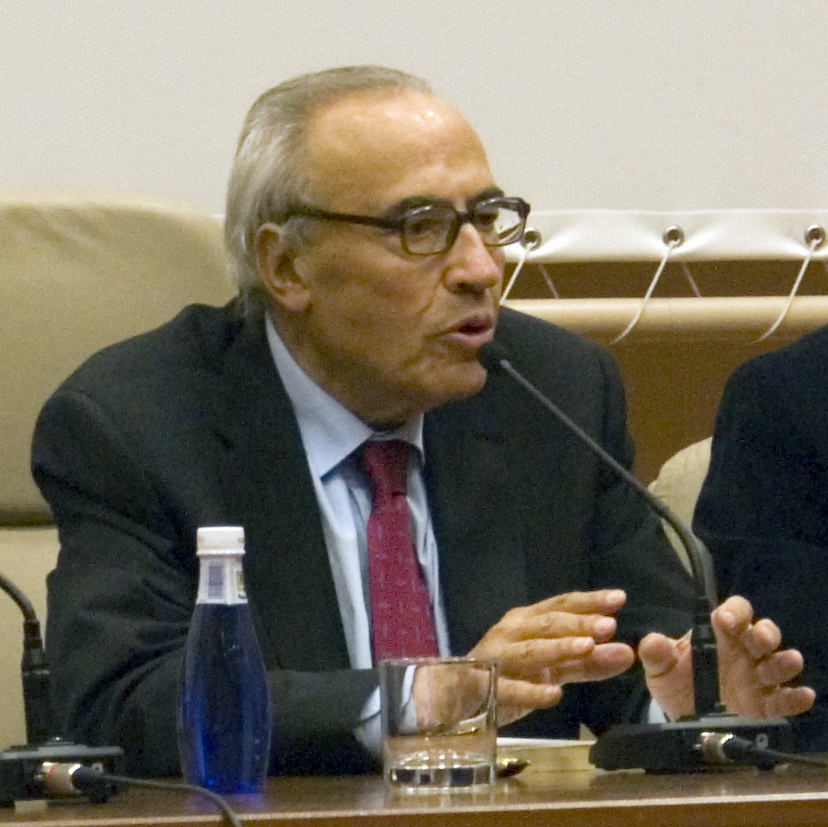
Père de la Constitution et ancien président du Congrès, Gregorio Peces-Barba soutient l'élection de Carme Chacón au secrétariat général du PSOE.

Elle prononce donc le 7 janvier son discours officialisant sa candidature au XXXVIIIe congrès fédéral du Parti socialiste. Entourée de militants et personnalités de premier plan, elle affirme que le pays a besoin « d'un PSOE fort, actif et intelligent ». Pour elle, la seule crainte qui doit habiter les socialistes est celle « de l'immobilisme ». Elle se présente comme la candidate des raisons qui poussent à l'engagement parmi les socialistes, déclarant que « nous sommes venus dans ce parti avec l'espoir de changer les choses et l'espoir d'un futur meilleur ». Elle appelle son parti à la cohérence : « nous devons faire ce que nous disons et dire ce que nous faisons. Si nous disons primaires, alors faisons-les. Si nous disons gauche, alors faisons la gauche ». Elle salue le bilan social et sociétal des années Zapatero et le travail mené par Rubalcaba en tant que ministre de l'Intérieur. Face aux promesses non-tenues de Rajoy, elle prend en exemple les politiques menées en Andalousie par le président José Antonio Griñán. Assistent à ce moment le secrétaire général du PSOE en Castille-La Manche José María Barreda, l'ancienne ministre de la Santé Leire Pajín, l'ex-président du Congrès des députés Manuel Marín, la conseillère à la Présidence de la Junte d'Andalousie Mar Moreno, le conseiller municipal de Madrid Pedro Zerolo, le secrétaire à l'Organisation du PSC Daniel Fernández, le porte-parole du courant de la Gauche socialiste (IS) José Antonio Pérez Tapias et la secrétaire personnelle de Zapatero Gertrudis Alcázar,.
Elle présente le 9 janvier 2012 les parrainages nécessaires pour obtenir la condition de pré-candidate : son équipe dépose à la direction du parti 30 soutiens, soit cinq de plus que le minimum requis, notamment ceux de Barreda, Zerolo ou encore la députée catalane Teresa Cunillera. Elle forme ensuite deux équipes de campagne : un groupe politique qui se charge de la motion d'orientation, constitué notamment de Josep Borrell, Cristina Narbona, Javier Rojo, Francisco Caamaño et des porte-paroles Aina Calvo et Carlos Martínez ; et un groupe interne délégué à l'organisation du parti autour de Máximo Díaz-Cano, coordonnateur de la campagne, et José Zaragoza,.
Elle reçoit par la suite le soutien de l'ancienne première vice-présidente du gouvernement María Teresa Fernández de la Vega, qui n'appartient pas au PSOE mais lui doit toute sa carrière politique, puis de l'ancienne ministre du Logement Beatriz Corredor, avant d'obtenir le 30 janvier, à seulement cinq jours du congrès, l'appui de Gregorio Peces-Barba, père de la Constitution et ex-président du Congrès,. La direction régionale du Parti socialiste ouvrier espagnol d'Andalousie (PSOE-A) organise le 2 février un événement de soutien à la candidature de Carme Chacón, auquel participent 44 maires et 78 secrétaires généraux municipaux sous la houlette de la secrétaire régionale à l'Organisation et « numéro deux » du parti andalou, Susana Díaz.

### Défaite

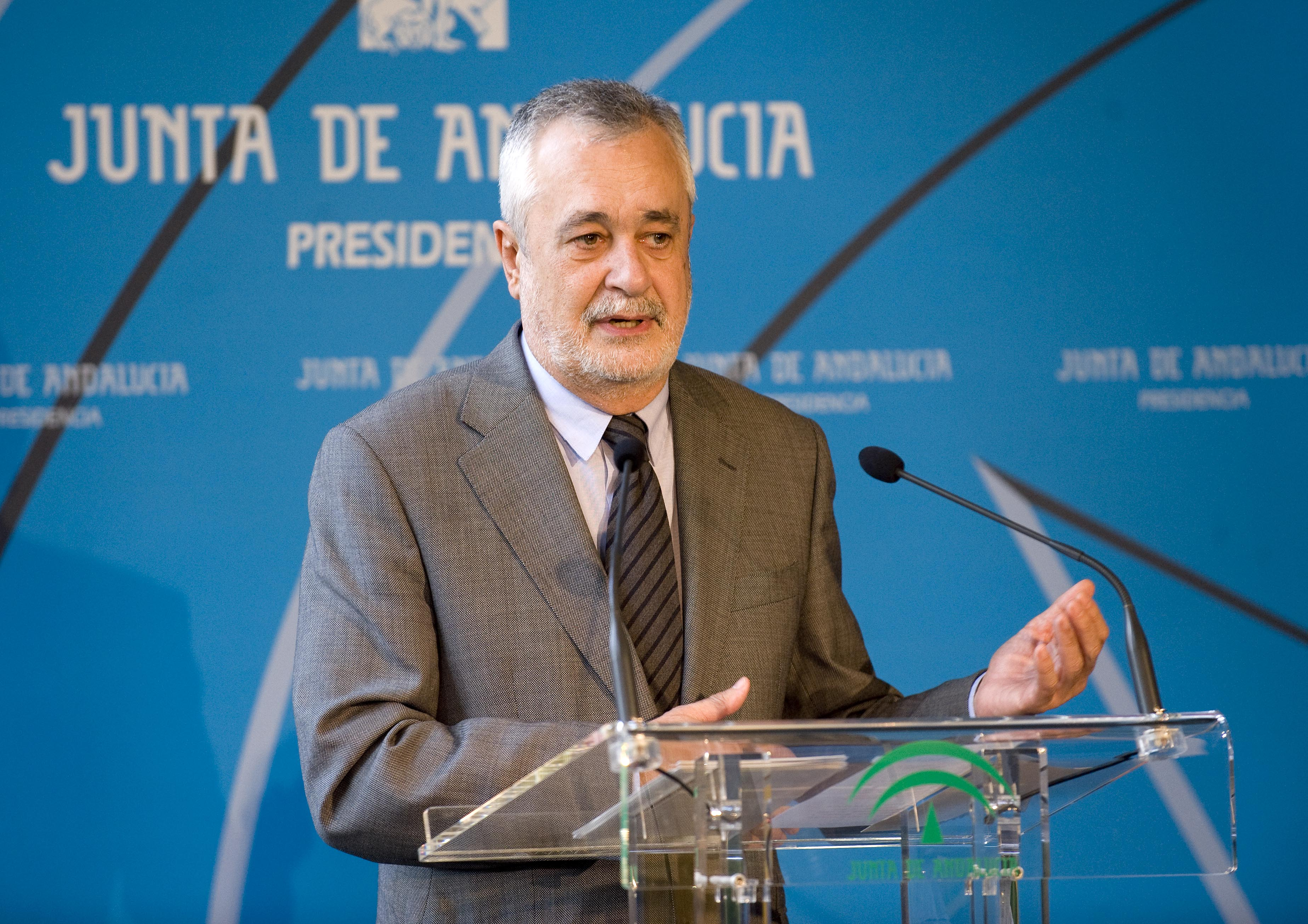
Le soutien de l'appareil du PSOE d'Andalousie, emmené par José Antonio Griñán, n'est pas suffisant pour qu'elle remporte le vote du.

Lors de son discours devant les délégués du congrès, réuni à Séville, Carme Chacón reprend son thème d'un parti cohérent entre les discours et les actes. Pour se démarquer des critiques sur sa dépendance au Parti des socialistes de Catalogne, elle affirme « venir ici sans attaches, sereine et consciente ». Approuvant la proposition de Rubalcaba de dénoncer les accords avec le Saint-Siège, elle appelle « à une société libre, sans tutelle confessionnelle. Du respect pour toutes les religions, mais des privilèges pour aucune ». Elle rappelle sa proposition de taxer les revenus du capital au même niveau que ceux du travail, puis promet que le Parti socialiste appuiera toute mobilisation sociale « de ceux qui résistent aux contre-réformes de la droite », rendant hommage aux liens entre le PSOE et l'UGT. Après avoir reconnu « les erreurs que les socialistes ont pu commettre », elle souligne « que quatre millions de personnes ont pris leur distance avec nous, mais ils n'ont pas tourné le dos, ils attendent un signal de notre part ». Elle souhaite voir son parti opérer « un changement de cap » car « les deux dures défaites récentes n'ont pas des causes naturelles ou imputables à la crise » et explique « ne pas se présenter pour gérer l'intérim ou une traversée du désert ».
Avec 465 voix, soit 48,9 % des suffrages exprimés, elle est battue de 22 suffrages par Rubalcaba, qui a notamment fait valoir son expérience, porté de nombreux messages réformistes et une stratégie de changement tranquille, et annoncé son intention de ne pas laisser une trop grande autonomie aux fédérations régionales. À l'image de José Bono en 2000 face à Zapatero, elle perd le scrutin alors qu'elle bénéficie du soutien de l'appareil du PSOE-A, la principale fédération socialiste.
Lors d'une rencontre avec son concurrent victorieux, quelques heures plus tard, elle refuse d'intégrer la nouvelle commission exécutive fédérale ou la direction du groupe parlementaire, mais elle émet le souhait que ses soutiens en fassent partie. Rubalcaba la place donc en tête de la liste du comité fédéral, avec l'ancien vice-président du gouvernement Manuel Chaves. Le président andalou José Antonio Griñán, qui la soutenait officieusement, est porté à la présidence du parti, tandis que José Zaragoza, comptant parmi les proches de Chacón, devient membre sans responsabilité de la commission exécutive.

## Après le congrès

### Critique de la direction socialiste

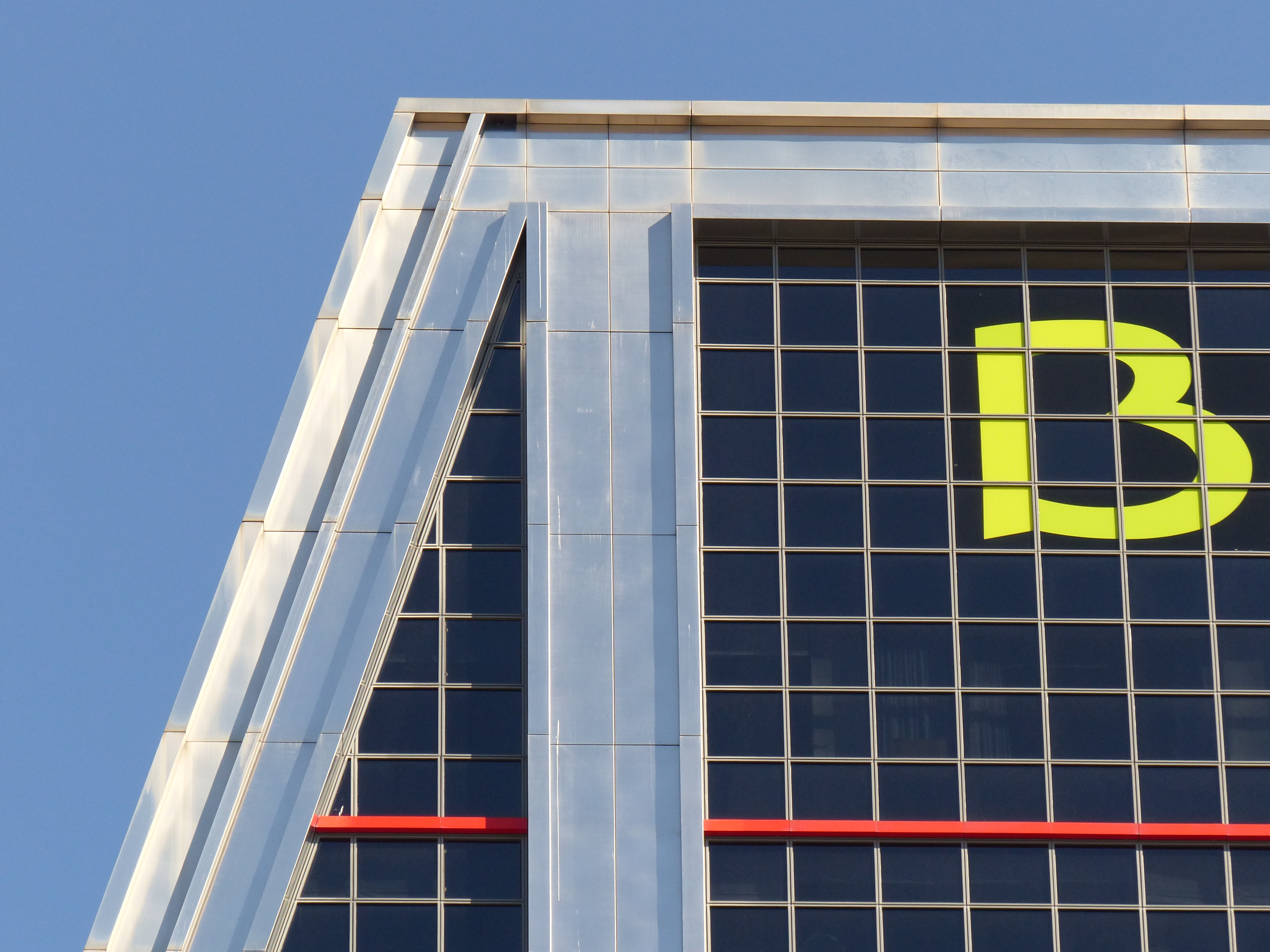
Comparant l'affaire Bankia à la chute de Lehman Brothers, Chacón souhaite que le PSOE réclame une commission d'enquête parlementaire.

Carme Chacón réapparaît en public près de six semaines plus tard, le 20 mars, en participant à une réunion électorale de Griñán à Almería. Elle attire alors l'attention des Andalous sur le fait qu'ils « ont toujours le pouvoir de voter contre les coupes budgétaires du Parti populaire », tandis que d'autres territoires « ne peuvent plus que sortir dans la rue ». Elle affirme ainsi que « les Espagnols regardent l'Andalousie avec espoir pour qu'ils freinent l'austérité du PP ». Selon Chacón, l'Andalousie peut devenir la deuxième communauté autonome à instaurer une franchise médicale — après la Catalogne — si « le vote des Andalous ne l'empêche pas ». Elle affirme sa confiance que les Andalous « se mobiliseront non seulement pour sortir de la crise, mais aussi pour maintenir la forteresse européenne et espagnole de l'État-providence ».
Après un long silence au sein du PSOE, elle critique — lors de la réunion commune des groupes parlementaires socialistes le 29 mai 2012 — la posture adoptée par Rubalcaba face à l'affaire Bankia. Si la direction du parti a demandé la comparution devant le Parlement des anciens présidents de la banque et du gouverneur de la Banque d'Espagne, Chacón souhaite une position plus ferme vis-à-vis du gouvernement et que les socialistes réclament, comme la Gauche unie, une commission d'enquête parlementaire, qu'elle qualifie de « commission de la vérité ». Considérant que cette affaire équivaut à la chute de Lehman Brothers, elle reçoit le soutien de Rosa Aguilar, Tomás Gómez, Odón Elorza ou encore Cristina Narbona. Au sortir de cette réunion, la porte-parole au Congrès Soraya Rodríguez réitère la demande d'auditions, après que la présidente de la commission de l'Économie Elvira Rodríguez l'a rejetée,.
Siégeant au sein de la commission de l'Économie, afin de parfaire ses connaissances dans ce domaine, et du groupe de travail sur les expulsions locatives, Chacón ne se voit octroyer aucun poste de porte-parole thématique au sein du groupe parlementaire socialiste. En conséquence, la direction du parti ne lui accorde aucun temps de parole dans les débats et ne lui permet pas de poser des questions d'actualité au gouvernement.

### Opposition à l'indépendance de la Catalogne

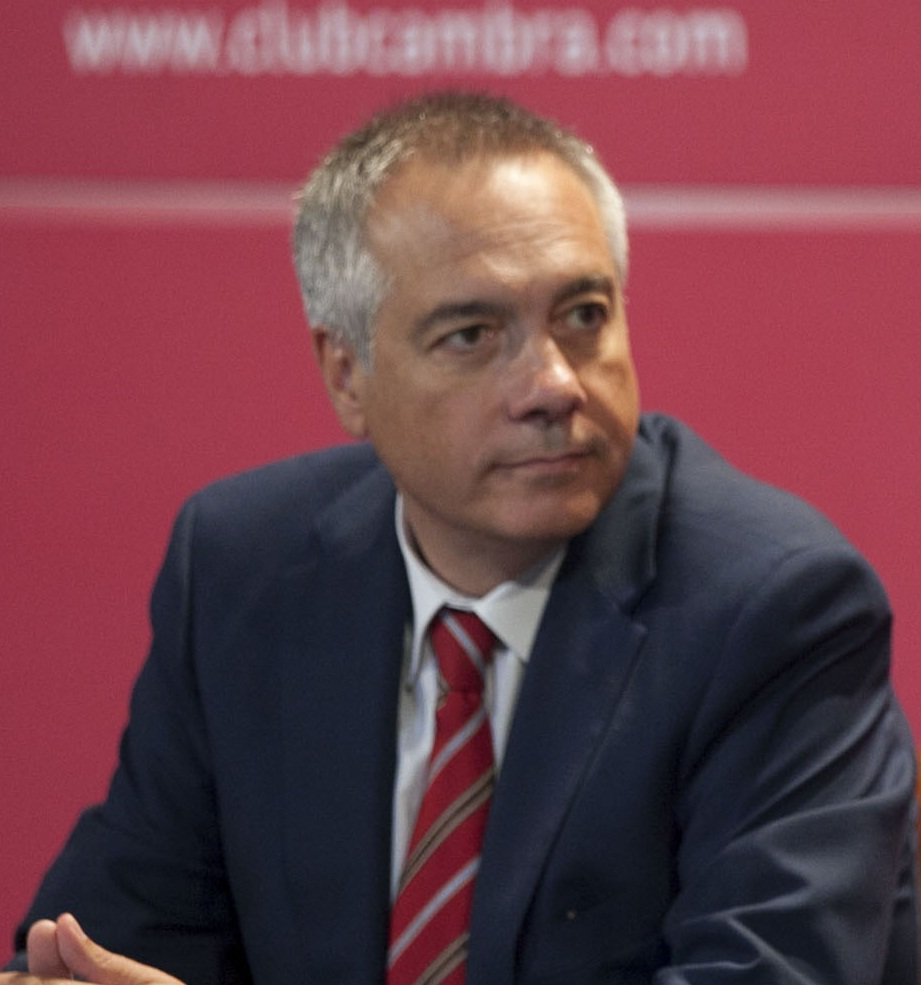
Contrairement à la ligne défendue par Pere Navarro, elle s'oppose en 2013 à la proposition d'un référendum d'indépendance en Catalogne.

Au mois d'octobre 2012, le Parti des socialistes de Catalogne est divisé sur un éventuel référendum d'indépendance. Carme Chacón déclare le 5 être totalement opposée à une telle possibilité, puis précise quatre jours plus tard, lors d'une visite à Cornellà de Llobregat, être favorable à une consultation dans le cadre légal : « nous n'admettons pas d'actes illégaux. Dès lors, référendums légaux ». Cette modération de sa position initiale la rapproche donc du premier secrétaire du PSC, Pere Navarro, qui défend lui aussi une consultation conforme à l'ordre juridique. Pourtant le 8 octobre, elle avait voté contre l'idée d'un tel référendum au Congrès,.
Le 26 février 2013, Convergence et Union soumet une résolution parlementaire proposant la tenue d'une consultation populaire sur l'indépendance de la Catalogne. Le PSC décide de voter oui et le PSOE non, mais Chacón choisit pour sa part de n'émettre aucun vote, bien qu'elle soit présente dans l'hémicycle. Ayant remis son mandat à disposition du parti, elle explique « ne pas appuyer cette résolution, car elle suppose un projet de rupture pour l'Espagne » et ajoute que « [son futur] importe peu, quand le sujet est la défense de millions d'Espagnols et de Catalans qui veulent continuer ensemble ». Très critique envers ce choix, Navarro lui rappelle alors que « le candidat [à la présidence du gouvernement] que nous devrons choisir au moment opportun doit accepter et défendre le programme électoral du PSC, et nous sommes engagés en faveur de la défense du droit à décider dans le cadre d'une consultation, comme principe démocratique ». Elle lui rétorque que jamais il ne lui viendrait à l'esprit de postuler à un scrutin avec un programme auquel elle ne croit pas et rappelle que « le programme des élections de 2011 défendait l'entente entre la Catalogne et l'Espagne », ce en quoi elle affirme croire fermement. Elle règle le mois suivant une amende de 600 euros à son groupe parlementaire, pour avoir rompu la discipline de vote en n'ayant pas exprimé son refus à la résolution concernée.

## Retrait puis retour

### Départ aux États-Unis
Carme Chacón annonce le 28 août 2013 qu'elle compte démissionner du Congrès des députés et quitter l'Espagne pendant un an, afin de dispenser des cours de systèmes politiques à l'université Miami Dade, en Floride aux États-Unis, en tant que professeur de droit public comparé et droit international. Elle précise toutefois avoir l'intention de participer, deux mois plus tard, à la conférence politique promue par Rubalcaba. Elle réclame par ailleurs une rénovation « aussi vite que possible » du PSOE et déclare que son « projet de rénovation générationnelle reste en vigueur, aussi bien pour le socialisme espagnol que le système politique espagnol ». Affirmant que son intention est « de contribuer à l'appliquer le plus vite possible », elle explique que son parti « a d'autres projets et un autre calendrier » qu'elle ne partage pas. Pour cette annonce, elle est accompagnée d'une demi-douzaine de députés, notamment José Andrés Torres Mora et Odón Elorza.
Malgré son départ pour les États-Unis, elle ne s'éloigne pas de la vie politique espagnole, spécialement de la vie interne au Parti socialiste. Elle appelle ses proches chaque semaine, afin de les sonder sur l'image du PSOE dans l'opinion et le potentiel de participation aux primaires ouvertes que la formation prévoit d'organiser. Elle prend ainsi la décision en janvier 2014 de revenir en Espagne une fois par mois afin de participer à des événements publics, notamment dans le cadre de la campagne des élections européennes à venir. Elle sait bénéficier du soutien des dirigeants régionaux Ximo Puig et Tomás Gómez, et reste en contact avec la présidente andalouse Susana Díaz malgré le rapprochement de cette dernière avec Rubalcaba,.

### Défense des primaires ouvertes

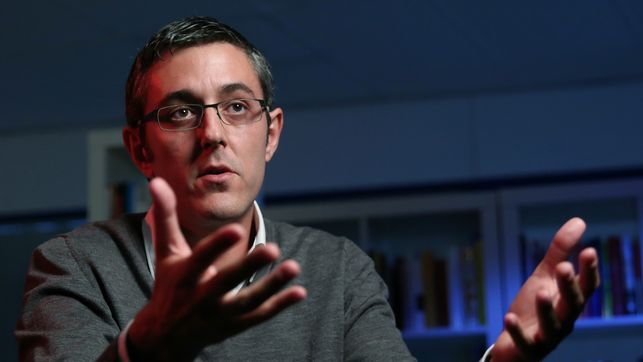
Le secrétaire général du groupe PSOE au Congrès Eduardo Madina refuse de la rallier dans la perspective de primaires citoyennes.

À la suite de la conférence politique, Carme Chacón est pressentie en novembre 2013 avec Patxi López, Eduardo Madina et Emiliano García-Page comme une potentielle candidate aux futures primaires citoyennes décidées par les socialistes. Elle critique vertement le règlement du scrutin, lors de la réunion du comité fédéral destinée à le ratifier le 18 janvier 2014. Elle déplore que « le parti a eu deux ans pour l'élaborer, et maintenant nous allons l'approuver en à peine deux heures ». Elle remet implicitement en cause l'obligation faite aux sympathisants de s'inscrire au préalable pour pouvoir voter, appelant « à s'engager pour une mobilisation massive ». Selon elle, le PSOE « a besoin d'un débat large, qui amène des millions de citoyens à voter pour choisir la personne la plus capable et compétente pour battre la droite ». Elle juge que « ce n'est pas seulement ce que mérite le parti, c'est ce dont le pays a besoin » et que « nous avons toujours été capables du meilleur ». La veille, elle avait longuement discuté avec Eduardo Madina et lui avait proposé d'être le numéro deux de sa candidature aux primaires citoyennes, afin de limiter les postulants et de pouvoir bénéficier d'un relais important au sein du groupe parlementaire, dont Madina se trouve être le secrétaire général. Toutefois, ce dernier repousse la proposition.
Lors de la préparation de la campagne socialiste pour les élections européennes du 25 mai 2014, la direction nationale ne programme aucun événement public ni meeting pour Carme Chacón, qui avait pourtant fait part de sa disponibilité, afin de ne pas lui accorder de visibilité trop importante dans la perspective des primaires. À l'inverse, des prises de parole sont bien prévues pour ses rivaux potentiels Patxi López, Eduardo Madina et Pedro Sánchez. Le Parti socialiste de Madrid-PSOE (PSM-PSOE) et le Parti des socialistes de Catalogne prévoient cependant de l'inviter, notamment lors du grand meeting du PSC du 21 mai auquel le chef de file du PSE Martin Schulz doit participer.
À la suite de la déroute électorale du PSOE, Rubalcaba prend la décision de convoquer un congrès extraordinaire deux mois plus tard. Alors que Madina et le député de Madrid Pedro Sánchez annoncent qu'ils sont candidats au secrétariat général, l'élection se déroulant au suffrage des militants, Chacón critique la décision du chef du PSOE et demande à la direction de maintenir le calendrier des primaires citoyennes. Après avoir estimé « logique » que les barons territoriaux appellent la présidente andalouse Susana Díaz à postuler à cause « du zigzag, de l'improvisation constante et de l'énorme confusion » générée par Rubalcaba, elle rédige le 1er juin un courrier aux militants, publié sur Internet, dans lequel elle annonce qu'elle ne sera pas candidate au secrétariat général du parti. Elle ajoute qu'elle travaillera « avec les centaines d'adhérents et progressistes indépendants [...] pour que des primaires citoyennes soient convoquées » et qu'elle a l'intention d'y être candidate. Elle critique férocement Rubalcaba, affirmant que la liste des élections européennes — « décidée » par lui seul et emmenée par son adjointe Elena Valenciano — « a obtenu les pires résultats de l'histoire socialiste », que par sa faute « le PSOE a manqué à sa parole envers les citoyens » en ne convoquant pas immédiatement les primaires ouvertes, initialement programmées en novembre et « qu'il s'est senti légitime à décider un changement des statuts » en organisant un vote militant pour le secrétaire général.

### Aux côtés de Pedro Sánchez

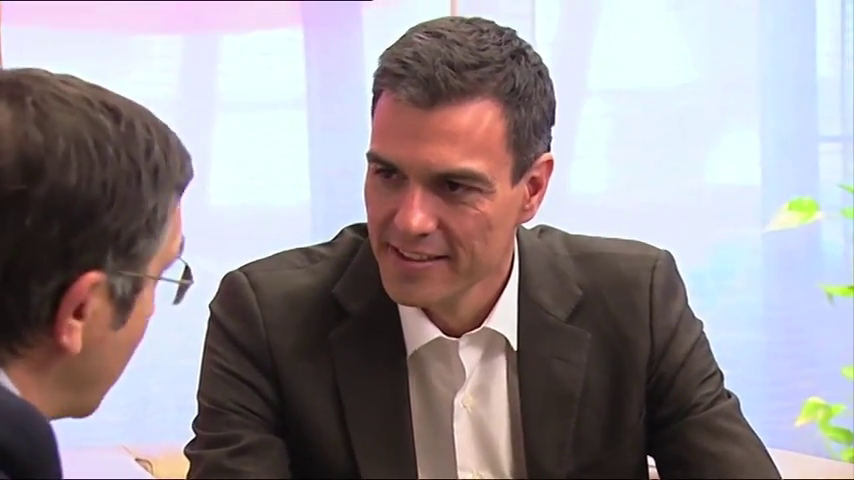
Elle accepte en juillet 2014 d'intégrer la commission exécutive de Pedro Sánchez, comme secrétaire aux Relations internationales.

#### Secrétaire aux Relations internationales du PSOE
Après la victoire de Pedro Sánchez, celui-ci lui fait savoir qu'il souhaite compter sur Carme Chacón pour constituer la nouvelle commission exécutive fédérale du PSOE et lui confier un poste à responsabilité. Le premier secrétaire du PSC Miquel Iceta anticipe qu'elle acceptera. Nommée secrétaire aux Relations internationales le 27 juillet, elle appartient aux membres de la direction appelés à jouer un « rôle spécial », qui bénéficient d'un lien direct avec le secrétaire général et son numéro deux César Luena. Sánchez, qui a en mémoire les mauvaises relations entre Rubalcaba et le PSC, charge Chacón de faire le lien avec la direction du parti en Catalogne. À la suite de la scission des catalanistes du PSC emmenés par Ernest Maragall, le secrétaire général du PSOE juge en effet que l'ancienne ministre de la Défense est « la meilleure interlocutrice possible » puisqu'elle « a toujours eu une posture claire contre un référendum d'indépendance et qu'elle bénéficie de l'appui des socialistes catalans ». Cette mission est facilitée par le contact direct qu'entretiennent Chacón et Iceta, qui s'apprécient mutuellement.
Au cours du mois de février 2015, elle est pressentie pour prendre le secrétariat général du PSOE dans l'avenir et dans le cadre d'une bicéphalie avec Susana Díaz. Celle-ci souhaite en effet postuler aux primaires pour la désignation du candidat à la présidence du gouvernement aux prochaines élections générales et pense proposer à Sánchez de conserver la direction du parti s'il ne se présente pas lors de ce scrutin interne. Dans le cas contraire, la présidente de la Junte d'Andalousie prévoit de faire élire Chacón — qu'elle a personnellement recommandée à Sánchez lors du dernier congrès — à la tête du PSOE. Díaz renoncera finalement au mois de mai à concourir pour la direction de l'exécutif espagnol, laissant le champ libre au secrétaire général en poste.
En avril, à trois mois de la nouvelle date prévue pour les primaires socialistes, la direction du Parti des socialistes de Catalogne refuse de soutenir Chacón et préfère appuyer Sánchez. Elle précise qu'elle n'a toujours rien décidé et que son « unique priorité est pour le moment d'appuyer les candidats aux élections municipales du 24 mai ». Le 11 juin suivant, elle présente sa candidature pour être tête de liste socialiste dans la circonscription de Barcelone. Elle déclare que « je me sens utile, et quand quelqu'un se sent utile, il doit agir », ajoutant qu'elle veut aider à être « le fer de lance » pour écarter le Parti populaire du pouvoir. Elle dispose du total soutien de la direction du PSC. Elle est proclamée chef de file de facto 18 jours plus tard, puisqu'aucun autre candidat ne s'est déclaré.

#### Tête de liste du PSC pour Barcelone
L'élaboration de la liste de candidats crée des dissensions au sein du Parti socialiste en octobre suivant. Carme Chacón souhaite en effet y intégrer l'ancien secrétaire à l'Organisation du PSC, José Zaragoza, et son ancien collaborateur ministériel, Germán Rodríguez, et en exclure l'ex-dirigeant du parti Pere Navarro et l'ancien porte-parole parlementaire, Maurici Lucena, qui appartient pourtant à l'équipe économique formée avant l'été par Pedro Sánchez. À l'occasion du conseil national du 24 octobre, elle obtient partiellement gain de cause face à Miquel Iceta, puisque Navarro n'est pas intégré à sa candidature. Ayant refusé d'être candidat au Sénat ou d'occuper la sixième position sur la liste, il est le premier ex-dirigeant du PSC à être ainsi écarté d'une candidature électorale. En échange, elle doit accepter de présenter Lucena en sixième position. Rodríguez obtient la deuxième place et Zaragoza la quatrième.
Au soir des élections générales du 20 décembre, le PSC s'effondre avec à peine huit députés, soit six de moins qu'en 2011. Écartant toute idée de renoncer à siéger, Carme Chacón qualifie ce résultat de « raisonnable » mais reconnaît « qu'il aurait été apprécié meilleur », indiquant qu'avec 589 000 voix et 15,7 %, les socialistes améliorent de trois points et 67 000 suffrages leur résultat des élections au Parlement catalan du 27 septembre. Elle n'effectue cependant pas la comparaison avec le scrutin de 2011, où le PSC totalisait 920 000 bulletins de vote et 26,6 % des exprimés, car selon elle « on ne peut comparer les élections du 20 décembre 2015 et celles d'il y a quatre ans, car nous sommes entrés dans une nouvelle phase de la démocratie dans laquelle on trouve plus de pluralisme et de volatilité ». Pour elle, le parti a rempli ses objectifs de stopper la chute électorale et entamer sa remontée.

### Second retrait

#### Renonciation au Congrès

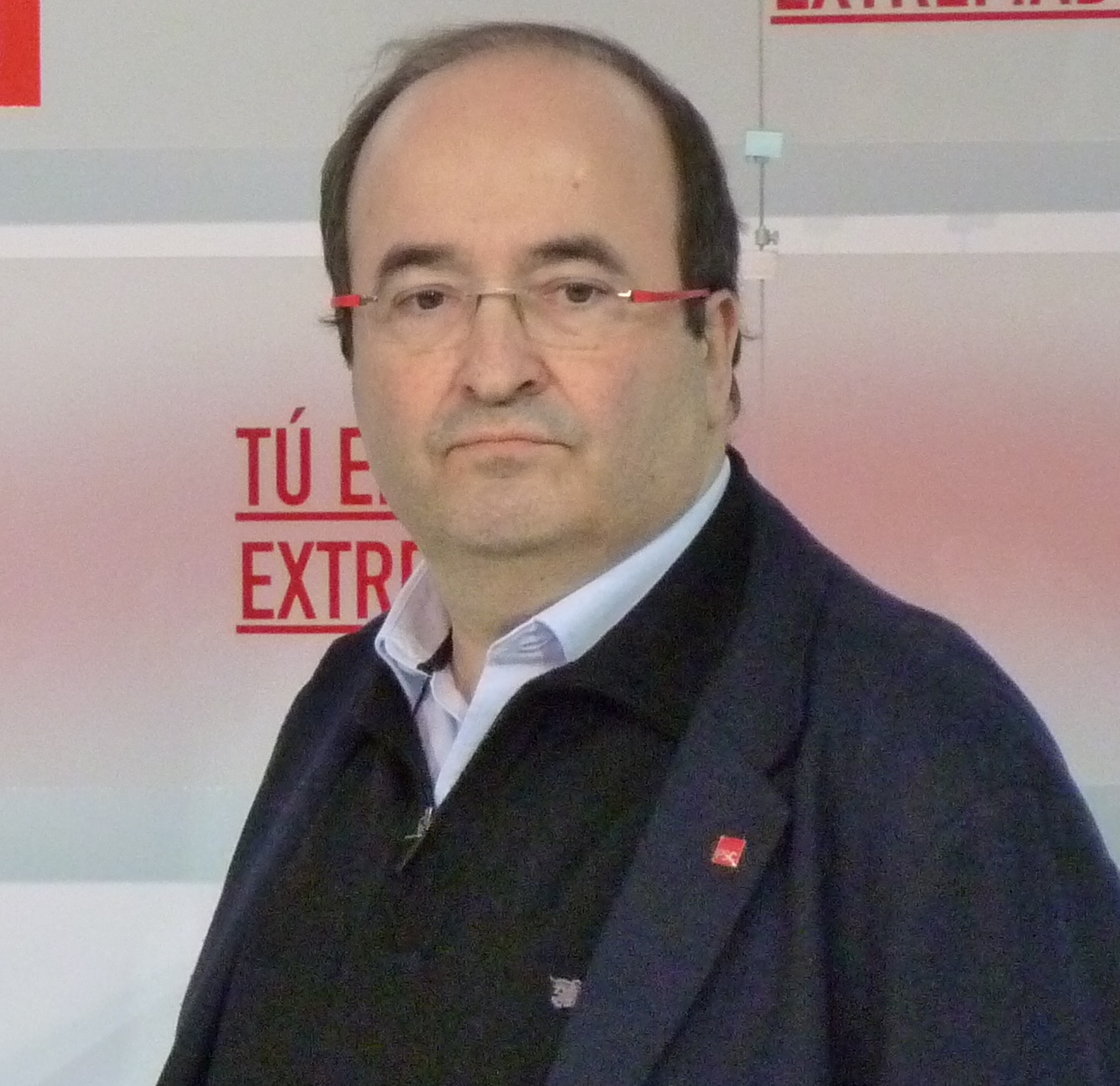
Le premier secrétaire du PSC, Miquel Iceta, souhaitant soumettre aux militants le choix de la tête de liste pour Barcelone aux élections de 2016, Carme Chacón renonce à postuler et se retire de la vie politique.

Alors que la perspective de nouvelles élections se rapproche du fait de l'absence de formation d'un gouvernement, l'ancien sénateur Carles Martí indique en avril 2016 sa volonté de mener la liste pour Barcelone. En parallèle, des membres de la direction du Parti des socialistes de Catalogne appellent Iceta à procéder à une rénovation générationnelle, arguant que Carme Chacón a été élue députée pour la première fois en 2000. Également pressentie, la maire de Santa Coloma de Gramenet, Núria Parlon, écarte une telle hypothèse, tandis que la prise de position de Meritxell Batet, proche de Sánchez dont elle était la numéro deux pour Madrid tout en militant au sein du PSC, bien vue par l'appareil catalan et approuvée par les socialistes espagnols, se fait attendre. Après que la direction du parti a confirmé sa volonté de consulter la base militante pour choisir sa tête de liste, Carme Chacón préfère renoncer à postuler. En sus de l'échec de son entourage à empêcher la tenue d'une primaire, elle pâtit de l'inimitié d'une partie de la direction pour son refus net de retenir la candidature de Pere Navarro. Elle confirme publiquement sa décision le 28 avril, expliquant qu'elle est due à « de nombreux motifs politiques » sans toutefois les préciser, les qualifiant de « sans importance ». Réagissant à son départ, Pedro Sánchez évoque une « décision personnelle » et affirme qu'il continuera de travailler avec elle. Pour ses proches, il s'agit d'un pas de côté, afin d'attendre le résultat des élections anticipées du 26 juin. Seul Zapatero, informé en mars, était au courant de sa décision.
Le 7 septembre, elle annonce qu'elle rejoint le cabinet d'avocats espagnol Ramón y Cajal, où elle est embauchée pour renforcer le département consacré au droit public.
Elle présente le 28 septembre 2016 sa démission de la commission exécutive, avec 17 autres membres dont la présidente du parti Micaela Navarro, le président de la Généralité valencienne Ximo Puig et le président de Castille-La Manche Emiliano García-Page. Leur objectif est de faire chuter Pedro Sánchez et ainsi bloquer la convocation du XXXIXe congrès fédéral, au cours duquel le secrétaire général espère à la fois légitimer son projet de former une majorité parlementaire avec le soutien des indépendantistes catalans, et faire échec à la volonté des cadres du PSOE d'assurer le maintien au pouvoir de Mariano Rajoy pour éviter une hypothétique répétition des élections générales dont ils craignent un résultat catastrophique.

#### Soutien de Susana Díaz
Arguant de raisons familiales, Carme Chacón ne participe pas le 5 novembre suivant au congrès du Parti des socialistes de Catalogne qui confirme Miquel Iceta au poste de premier secrétaire. Cette absence entérine la prise de distance entre le PSC et Chacón, entamée après l'échec de celle-ci au congrès socialiste de 2012, au cours duquel les socialistes catalans s'étaient très fortement engagés derrière sa candidature. Son refus d'intégrer Navarro aux élections de 2015, puis son rôle dans la destitution de Sánchez deux mois plus tôt a achevé de consommer la rupture avec sa formation. Quelques semaines plus tôt, Pere Navarro l'avait durement mise en cause, jugeant que « depuis toujours, Carme Chacón a un projet politique très clair, et ce projet se nomme Carme Chacón ». Participant le 26 mars 2017 au lancement de la campagne de Susana Díaz pour les primaires du XXXIXe congrès socialiste, elle la décrit comme « une femme forte, de gauche, qui a l'envie d'unir non seulement le parti, mais aussi le pays », concluant que « l'Espagne mérite dès maintenant une femme à la présidence du gouvernement ».

## Mort

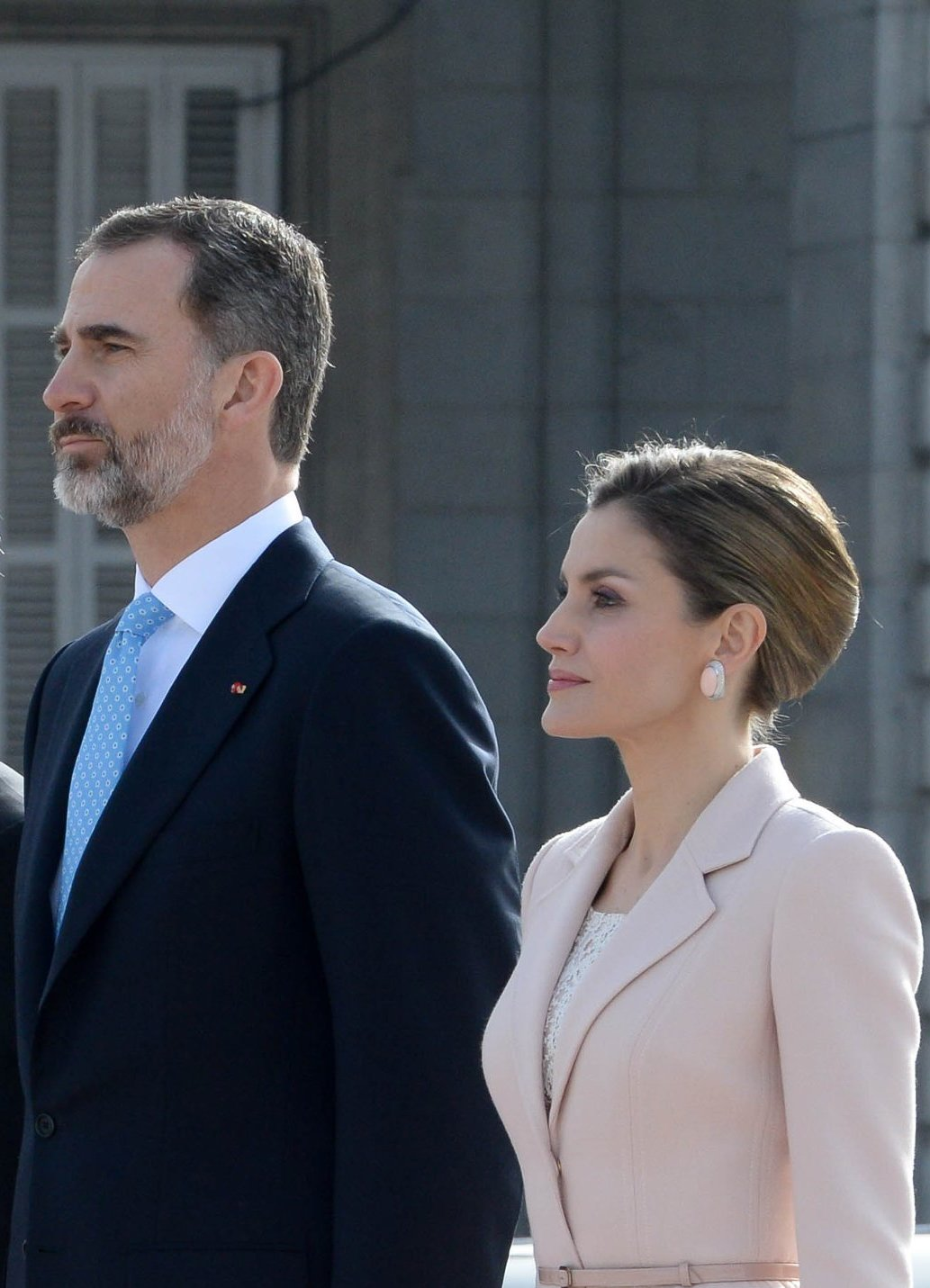
À l'annonce de sa mort, les souverains Felipe VI et Letizia adressent leurs condoléances au PSOE.

Carme Chacón meurt à l'âge de 46 ans d'un arrêt cardiaque le 9 avril 2017, à son domicile madrilène de la rue de Viriato. Alors qu'elle venait de rentrer des États-Unis, certains de ses proches à Barcelone s'inquiétaient de ne pas pouvoir entrer en contact avec elle et avaient donc demandé à l'une de ses amies de Madrid de se rendre directement chez Chacón. N'obtenant pas de réponse, cette amie appelle les services de secours. Policiers, pompiers et urgentistes découvrent finalement l'ancienne ministre dans son lit, décédée depuis plusieurs heures,,.
Sa mort provoque la consternation dans la classe politique et en quelques heures, de très nombreux hommages affluent. Les souverains Felipe VI et Letizia ainsi que l'ancien couple royal Juan Carlos Ier et Sophie adressent leurs condoléances au Parti socialiste.
C'est sur Twitter que la plupart s'expriment : les trois candidats au secrétariat général du PSOE Patxi López, Pedro Sánchez, Susana Díaz, son concurrent au congrès de 2012 Alfredo Pérez Rubalcaba, le président du gouvernement Mariano Rajoy, la vice-présidente du gouvernement Soraya Sáenz de Santamaría, le président de la généralité de Catalogne Carles Puigdemont, le président de la Généralité valencienne Ximo Puig, le président de Cantabrie Miguel Ángel Revilla, la présidente de la communauté de Madrid Cristina Cifuentes, la maire de Barcelone Ada Colau, la secrétaire générale du Parti populaire María Dolores de Cospedal, le secrétaire général de Podemos Pablo Iglesias, le président de Ciudadanos Albert Rivera, le coordonnateur général de la Gauche unie Alberto Garzón, le premier secrétaire du Parti des socialistes de Catalogne Miquel Iceta, le porte-parole du groupe socialiste au Congrès des députés Antonio Hernando et le Parti socialiste européen. López, Sánchez et Díaz indiquent le soir même qu'ils suspendent leur campagne aux primaires internes du PSOE.
Alors que la direction du PSOE annonce qu'une chapelle ardente sera dressée à l'accueil de son siège national à Madrid, José Luis Rodríguez Zapatero émet le 10 avril un communiqué où il se dit « désolé » par la mort de celle qu'il présente comme sa « camarade et amie » et dont il dit qu'elle était un exemple de « loyauté, affection et engagement ». Le lendemain, la généralité de Catalogne lui décerne à titre posthume la Creu de Sant Jordi, plus haute distinction honorifique de la communauté autonome.
Après son incinération, ses cendres sont transférées à sa ville natale d'Esplugues de Llobregat, où l'urne est exposée à l'hôtel de ville.
Au mois de janvier 2021, le Parti démocrate européen catalan (PDeCAT) publie dans le cadre de la campagne des élections parlementaires catalanes une vidéo dans laquelle deux personnes conversent de la cheffe de file du PDeCAT, Àngels Chacón : la première demande s'il s'agit de « Chacón, la socialiste », et l'autre de répondre « non, celle-ci c'est l'indépendantiste » ; le clip suscite l'indignation du Parti des socialistes de Catalogne tandis que le Parti démocrate affirme qu'à aucun moment il n'a été question pour eux de s'approprier la mémoire de Carme Chacón. La vidéo est finalement retirée quelques heures plus tard, Àngels Chacón expliquant dans un tweet avoir parlé et s'être excusée auprès de la mère de l'ancienne ministre.

## Vie privée
Le 14 décembre 2007, Carme Chacón épouse civilement l'ancien secrétaire d'État à la Communication Miguel Barroso, lors d'une cérémonie à Esplugues de Llobregat. Tous deux se sont connus après 2000, quand Chacón était secrétaire à l'Éducation du PSOE et Barroso conseiller du parti sur ce sujet notamment. L'événement se tient dans un cadre strictement privé et seul son cercle d'amis le plus restreint était informé. Elle accouche cinq mois plus tard, le 19 mai à l'hôpital Saint Jean de Dieu d'Esplugues de Llobregat, de son premier et unique enfant, prénommé Miquel. Elle et son époux annoncent leur divorce le 23 juillet 2016, évoquant une « rupture amicale ».
Lors d'un entretien avec le journal catalan La Vanguardia le 12 décembre 2015, elle révèle publiquement souffrir d'une cardiopathie congénitale. Elle explique que de son point de vue, « la vie est un privilège. J'ai une malformation cardiaque et chaque jour est un privilège ». Elle précise souffrir d'une transposition des gros vaisseaux : « j'ai 35 pulsations par minute, le cœur à l'envers et un blocage auriculaire et ventriculaire complet ». Elle ajoute que médicalement, elle aurait dû mener une vie très tranquille et ne pas avoir d'enfant.